# Histoire des sciences
 (décembre 2022).
L'histoire des sciences est l’étude de l'évolution de la connaissance scientifique.
La science, en tant que corpus de connaissances, mais également comme manière d'aborder et de comprendre le monde, s'est constituée progressivement depuis plusieurs millénaires. C'est aux époques protohistoriques qu'ont commencé à se développer les spéculations intellectuelles visant à élucider les mystères de l'univers. L'histoire des sciences est une discipline qui étudie le mouvement progressif de transformation de ces spéculations et l'accumulation des connaissances qui l'accompagne. Pour certains auteurs, l'épistémologie le fait de manière similaire.
L'histoire des sciences n'est pas la chronique d'une série de découvertes scientifiques. C'est l'histoire de l'évolution d'une pensée, mais aussi d'institutions qui, dans leurs contextes historiques, offrent à cette pensée les moyens de se déployer, et de traditions qui viennent l'enrichir.
L'histoire des sciences n'est pas, non plus, l'histoire des techniques. Les deux sont liées, mais ne peuvent être identifiées ensemble. Lorsque l'homme apprend à maîtriser le feu, à tailler des silex ou lorsqu'il a inventé l'agriculture, il n'a pas fait œuvre de science. Et les connaissances qu'il a accumulées ne sont pas, en l'occurrence, des connaissances scientifiques, mais des savoir-faire empiriques.
L'histoire des sciences est directement utile à la construction de la connaissance scientifique. Elle a un rôle épistémologique et philosophique.

## Présentation
L'histoire des sciences est l'étude du développement des sciences, y compris des sciences naturelles et des sciences sociales. La science est un ensemble de connaissances empiriques, théoriques et pratiques sur le monde naturel[réf. nécessaire]. Ces connaissances sont produites par des scientifiques qui mettent l'accent sur l'observation, l'explication et la prédiction de phénomènes du monde réel. Par contre, l'historiographie des sciences étudie les méthodes employées par les historiens des sciences.
Le terme « scientifique » est relativement récent. Il a été popularisé par le polymathe britannique William Whewell au XIXe siècle. Auparavant, les savants qui étudiaient la nature nommaient cette science la philosophie naturelle. Alors que les observations de sciences naturelles sont décrites depuis l'Antiquité classique (Thalès et Aristote) et que la méthode scientifique est employée depuis le Moyen Âge (Ibn al-Haytham et Roger Bacon), les sciences ont commencé à se développer à l'époque moderne (XVIe et XVIIe siècles). Traditionnellement, les historiens des sciences ont défini la science de manière suffisamment large pour y inclure les recherches antérieures.

## Besoins d'histoire et utilité
Michel Morange donne une première utilité à l'histoire des sciences : « Il est facile de montrer que les découvertes importantes ont souvent résulté de la redécouverte de résultats et de modèles anciens ». Il prend l'exemple de Louis Pasteur redécouvrant au XIXe siècle les écrits de Pline décrivant les pratiques de chauffage utilisées par les Romains de l'Antiquité pour conserver leurs vins (p. 10).
Certaines disciplines ont besoin d'histoire. Par exemple, les astronomes ont appris grâce aux observations datées des Chinois ou des Grecs de l'antiquité. De même, les géologues, les écologistes, les anthropologues, les épidémiologistes, etc. ont des besoins récurrents identiques dans les chroniques de leurs différentes disciplines.
L'histoire des sciences est pédagogiquement utile à l'enseignement des sciences et à la culture générale, et elle apporte un surcroît de rationalité (p. 17). Toujours selon Morange : « L'historien des sciences vient après, il vient d'ailleurs » (p. 31). Il lui revient de démontrer les processus de la découverte scientifique comme : des faits d'intuitions et de questionnements ; des stratégies rationnelles et des rencontres entre acteurs aux compétences variées ; des angles d'attaque différents, des négociations complexes entre eux ; des boucles récursives (analyse/synthèse, in-dé-abduction/expérience, hypothèse/validation, communication/confirmation, déconstruction/reconstruction, etc.). Ce travail s'effectue dans un cadre méthodologique très précis, le tout sans contrainte de temps, de planning, ou de financements.
L'histoire des sciences permet de redonner un positionnement précis de l'influence de personnalités ayant agi sur le contexte de la découverte ou de l'avancée des idées. Par exemple, Michel Morange rappelle que l'influence d'Erwin Schrödinger avec son livre What is life?(titre pouvant être traduit par « Qu'est-ce que la vie ? ») est à chercher dans la mise en forme d'une culture informationnelle qui accompagne l'essor de la biologie moléculaire (p. 22). « Émile Duclaux, élève et successeur de Pasteur qui joua un rôle considérable dans la diffusion des découvertes pasteuriennes, […] et qui donna à l'Institut Pasteur l'organisation qui en assurait la productivité scientifique » (p. 47). Un autre exemple en est Edgar Morin qui, même si ses ouvrages ne sont pas repris dans les bibliographies des scientifiques manipulant des systèmes complexes, a modifié le paysage et les cadres par trop cartésiens, linéaires, binaires et/ou déterministes.
De plus, l'histoire des sciences permet de mieux comprendre l'origine et le déroulement de recherches ayant révélé des erreurs manifestes, les pistes explorées infécondes, des pertes de contact direct avec le réel. Elle révèle également la nécessité du va-et-vient indispensable entre le travail expérimental et le corpus de connaissances sur lequel il s'appuie, en parallèle d'une interrogation permanente (p. 33). Morange indique également qu'« elle permet à tout chercheur de mieux situer son travail au sein des demandes sociales et ainsi de mieux dialoguer avec la société » (p. 37). Toutes ces leçons sont utiles aussi bien à la « science en train de se faire » qu'à l'attribution des Prix Nobel.
En outre, l'histoire des sciences permet de lever la confusion entre rationalité et scientificité. La démarche scientifique, telle qu'elle existe aujourd'hui, est une démarche particulière, parmi toutes les démarches rationnelles, qui donne un poids majeur à l'expérience et aux faits qu'elle engendre (page 38).
Les équipes de recherche scientifique se regroupent maintenant autour des chercheurs interdisciplinaires, des historiens et des philosophes des sciences. Tous ont une vision globale, progressive, communautaire, constructiviste de la Science.

## Préhistoire
Historiquement, la technique précède la science. En s'appuyant sur une démarche empirique, l'Homme invente très tôt des outils et découvre le feu : c'est la période du paléolithique (qui commence il y a environ 2,5 millions d'années et s'achève vers le XIe millénaire avant notre ère). Aucune science à proprement parler n'existe à cette époque.
La science et la magie ont été, durant plusieurs millénaires, très liées l'une à l'autre.
Le développement de l'agriculture et de l'élevage ne sont pas non plus sans rapport avec l'émergence de certaines protosciences — le calcul et l'astronomie en particulier. Il faut, par exemple, compter les animaux, mesurer les quantités de grains. Cela implique un certain art mathématique, mais aussi se préoccuper de l'ordre des saisons pour les semailles et les récoltes ; la naissance de l'astronomie n'est peut-être pas non plus étrangère à ces impératifs.
Si ces grandes étapes de l'histoire de l'humanité (élevage, agriculture…) participent à la construction de ce qui deviendra, bien des siècles plus tard, une pensée scientifique, il est essentiel, pour comprendre l'histoire des sciences, de les tenir non pour des explications de l'apparition de la science, mais bien pour des éléments d'une histoire complexe. De manière générale, l'histoire des sciences n'est ni linéaire, ni réductible aux schémas causaux simplistes qui se retrouvent parfois dans certains livres de vulgarisation.

## Antiquité
L'Homme pense à son environnement depuis la nuit des temps, comme en témoignent les fresques préhistoriques. Mais ce n'est que quelques siècles avant l'ère chrétienne, tout au plus un millénaire, qu'a commencé à se former une véritable pensée scientifique, au croisement de diverses traditions : mésopotamienne, égyptienne, indienne, chinoise ou grecque.

### Pré-science mésopotamienne et babylonienne
Le sumérien semble être la plus ancienne langue écrite connue, sous une forme d'écriture appelée le cunéiforme, voire la plus ancienne langue connue. Cette écriture fut utilisée au début pour le commerce. Des pictogrammes représentaient des objets et, petit à petit, le besoin s’est fait sentir d’étendre le système. L’étape suivante, qui fut le début de l’établissement d’une véritable langue écrite, fut d’associer les sons à des pictogrammes et, enfin, de ne les associer qu’à des sons, offrant ainsi l’équivalent écrit d’une langue parlée. L’invention de l'écriture a permis la préservation et la transmission des idées. Le support d’écriture en Mésopotamie était l’argile, présente sous de nombreuses formes : en tablettes, en forme de cylindres ou de prismes.

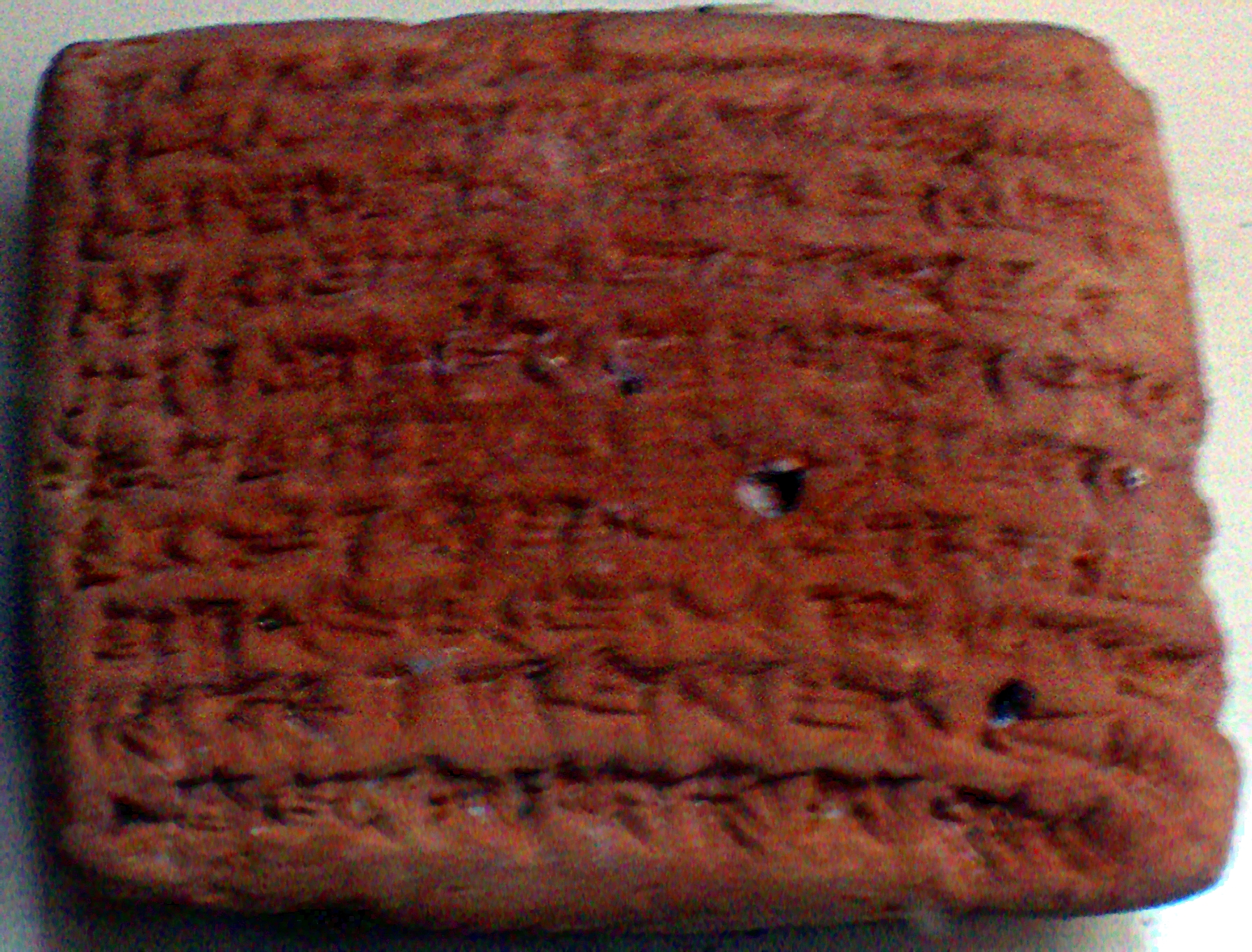
Tablette de calcul sumérienne.

C’est sur des tablettes d’argile babyloniennes qu’ont été trouvées les traces des premières mathématiques. Les quatre opérations de base se faisaient à l’aide de tables et la résolution de problèmes pratiques à l’aide de mots détaillant toutes les étapes. Bien que ces méthodes n’étaient pas pratiques à l'usage, elles avaient le mérite de fonctionner et de permettre de résoudre des équations allant jusqu’au troisième degré. Pas plus qu’en Égypte il ne semble y avoir eu de théorisation de ces algorithmes. On ne donnait que des exemples empiriquement constitués, certainement répétés par les élèves et les scribes. À ce titre, il s’agit donc d’un savoir-faire empirique, transmis comme tel, et non d’une science mathématique rationnelle. Cependant, cette algèbre ne sera pas étendue et il faudra attendre les travaux des mathématiciens arabes pour développer cet aspect des mathématiques.[source insuffisante]
Très préoccupés d'astrologie, les peuples de Mésopotamie se mirent très tôt à observer le ciel et à consigner leurs observations par écrit, initiant ainsi une véritable science astronomique. Des tablettes de l'époque paléo-babylonienne (vers -1800) ont été retrouvées, rendant compte d'observations effectuées dès la fin du IIIe millénaire. Cette démarche perdura durant de nombreux siècles, au cours desquels les observations gagnèrent en précision. À cet effet, les Babyloniens durent mettre au point des méthodes de calcul et de mesure pour consigner lesdites observations avec une précision scrupuleuse. À l'époque néo-babylonienne, sous le règne de Nabonassar (-747/-733), les observations devinrent systématiques et officielles. Dès lors, l'an -747 sera utilisé par les Grecs comme point de départ de leurs calendriers et de leurs tables astronomiques, et les observations chaldéennes leur permettront d'établir ces dernières. L'archivage systématique des phénomènes célestes jugés importants pour les présages amena la découverte de certaines périodicités dans les mouvements des astres.
Pour le commerce, il était nécessaire de nommer les animaux et les plantes. Mais les Mésopotamiens ne se limitèrent pas à une simple énumération, ils les classifièrent et cela dépassait le domaine simplement marchand. C’est ainsi que des centaines d’animaux et plantes sont classifiés en « règnes » (les poissons, les crustacés, les serpents, les oiseaux ou encore les quadrupèdes).
Les Mésopotamiens connaissaient plusieurs maladies et avaient des remèdes pour chacune d’entre elles. Des textes et manuels médicaux avaient même été écrits, mais il semblerait que l’expérience du médecin était la plus importante. Les remèdes — à base de drogues végétales comme des racines, mais aussi de minéraux tels que le sel — côtoyaient la magie. À cette époque, on pensait par exemple que certaines plantes devaient être cueillies à certaines dates, administrées un certain nombre de fois (des chiffres comme le 3, le 7 et leurs multiples étaient très prisés). La récitation d’incantations faisait aussi partie du remède. Tout cela peut s'expliquer par les croyances en une origine divine des maladies. Ainsi, l'apaisement des dieux était nécessaire pour soigner le malade.
Des cartes géographiques sont également réalisées, comme celle de la ville de Nippur (qui fut utilisée par les archéologues explorant les vestiges de la cité). Une carte du monde fut même retrouvée, plaçant Babylone au centre et munie de distances représentées par la durée du voyage et non par les distances matérielles réelles.

### Sciences égyptiennes
L’Égypte antique, tout comme la Mésopotamie, est issue de la lointaine civilisation du Néolithique. Son existence et son maintien s'étendent sur plus de 3 000 ans. La civilisation égyptienne est liée à un lieu géographique unique : la vallée du Nil. C’est le Nil qui, par sa crue, apporte l’eau et le limon : d'où l'invention de l’irrigation, cette technologie sophistiquée à l’échelle de l’Égypte tout entière, qui permet le contrôle de l’inondation issue du fleuve. Le risque d’une alternance entre années de bonnes et de mauvaises crues nécessita le stockage et la redistribution des récoltes dès 3000 avant notre ère. L’écriture permit à l’État de s’organiser à partir de nombreux fonctionnaires (scribes, prêtres) formés dans des écoles (l'école d'élite du kep fournissait un enseignement de haut niveau). Certains fonctionnaires, dans les maisons de vie, sont de véritables chercheurs pluridisciplinaires, en mathématiques, en astronomie, en médecine. Les scribes ne se cantonnent pas à l’empirisme, ils procèdent à une certaine conceptualisation des problèmes.
En mathématiques, le nombre pi est utilisé, depuis le Moyen Empire et probablement bien avant sous l'Ancien Empire. Les pyramides sont orientées par rapport à la course du Soleil (équinoxe) avec une précision de quelques minutes d’arc et sont alignées sur les quatre points cardinaux.
Après les conquêtes du macédonien Alexandre le Grand, la ville d'Alexandrie deviendra le centre intellectuel de l'antiquité méditerranéenne. Mais, avant cette époque, des scientifiques grecs comme Thalès, Pythagore et Euclide y vinrent apprendre le savoir égyptien.
Les Anciens Égyptiens ne développent les sciences que dans une perspective pratique (construction architecturale, administration…) et ne s'engagent pas dans un examen scientifique du monde. De surcroît, ce n’est qu’avec les Grecs qu'apparaîtront les démonstrations.
Cette différence d'approche entre les Grecs et les Égyptiens est manifeste dans l'histoire de l'astronomie. La science alexandrine, sommet de l'astronomie antique, est essentiellement fille de la science grecque au niveau des modèles, mais elle utilise des éléments égyptiens, par exemple pour le calcul du temps et des dates dans les tables astronomiques. Outre la cartographie du ciel, les anciens égyptiens maîtrisent la description précise du mouvement du Soleil et le calcul exact des éphémérides. Le zodiaque, dont nous avons hérité, n'est autre que le calendrier des saisons égyptiennes, mais il faut distinguer le calendrier civil du calendrier nilotique.
Certains auteurs, sans remettre en question l'idée d'une rupture nette entre science égyptienne et science grecque, soulignent qu'on ne peut dénier aux sciences égyptiennes toute conceptualisation sans en avoir fait la démonstration par l'examen détaillé des textes. Ces thèses sont encore assez peu reconnues par la communauté des historiens des sciences,.
L’ingénierie égyptienne atteint une impressionnante efficacité : les anciens Égyptiens ne mettent que trente ans à construire chacune des grandes pyramides. Le nombre d’ouvriers, le volume de blocs de pierre à sculpter, le transport de ces blocs depuis les carrières, l’infrastructure nécessaire à la réalisation (rampes), la quantité de nourriture à apporter aux ouvriers, tout est calculé. Les techniques de taille et d'agencement des pierres sont remarquables de précision compte tenu des outils de l'époque, et sont encore aujourd'hui sources de questionnements et théories. Les temples, les obélisques et les tombeaux sont tout aussi impressionnants. Les scribes calculaient vite et bien, les ouvriers travaillaient vite et bien. Contrairement à une croyance tenace, l’esclavage n’existait pas en Égypte : ces ouvriers, détenteurs d’une haute technicité, sont particulièrement choyés par les pharaons.
Du fait de la pratique de l’embaumement, les médecins égyptiens ont acquis une connaissance approfondie de l’intérieur du corps humain. Ils ont ainsi identifié et décrit un grand nombre de maladies. Ils sont compétents en médecine cardiologique, gynécologie (dont la contraception), ophtalmologie, en gastro-entérologie et en examens urinaires. Ils pratiquent avec succès des opérations même chirurgicales. Ils sont assez réputés à l'époque antique pour que l'on fasse appel à eux au-delà des frontières de l’Égypte Antique.
Dans le domaine des mathématiques, ils ont aussi enseigné leur savoir au moyen d’un certain nombre de papyri (papyrus Ebers, papyrus Edwin Smith, papyrus Carlsberg).
Selon Serge Sauneron, « Les plus célèbres parmi les savants ou les philosophes Grecs ont franchi la mer pour chercher, auprès des prêtres d’Égypte, l’initiation à de nouvelles sciences » et ce bien avant la fondation de la ville d'Alexandrie.

### Sciences grecques

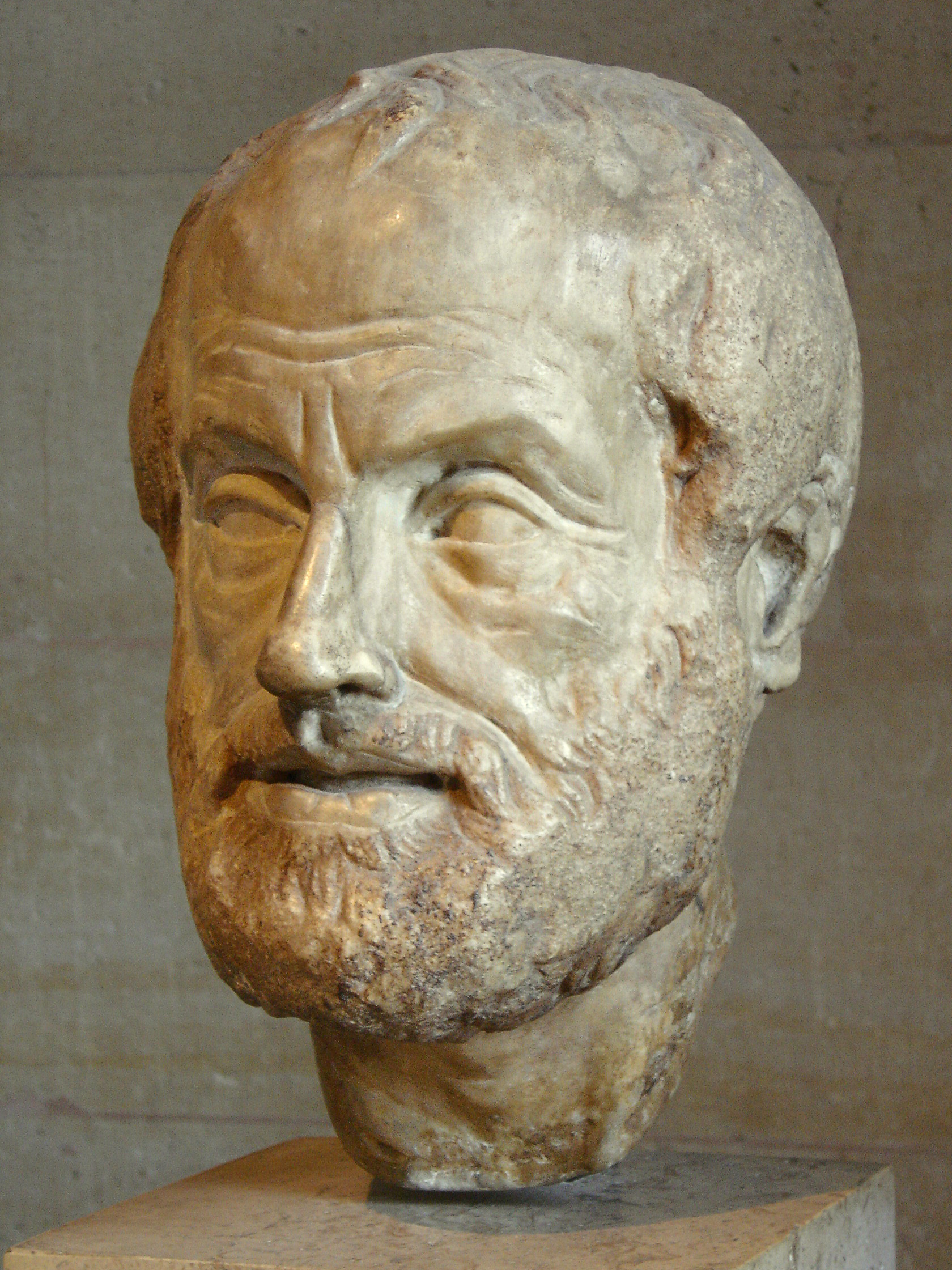
Aristote.

Les sciences grecques héritent du savoir babylonien et, directement à Alexandrie, des connaissances scientifiques égyptiennes. Elles s'organisent autour des centres d'échanges que sont les grandes villes des colonies grecques, qui entourent alors le bassin méditerranéen. Les sciences grecques entretiennent un lien étroit avec la spéculation philosophique : la logique est née de la question de la cohérence du discours ; la physique de celle du principe de toutes choses.
Il n'y a d'ailleurs pas de frontière nette entre la science et la philosophie. La plupart des savants sont à la fois scientifiques et philosophes, pour la simple raison que la science n'est pas encore formalisée. Tout comme la philosophie, elle utilise exclusivement la langue naturelle pour s'exprimer. Ce n'est que plusieurs siècles plus tard, avec Galilée, que la science se formalisera, et commencera à se détacher de la philosophie. Cependant, on distingue deux grands mouvements de pensée, engendrés par deux écoles dont les influences s'entrecroisent. Ce sont, d'une part, le monisme, ou idée de l'unité du monde pris dans sa totalité, historiquement introduit par les Milésiens, et proposant une vision d'un monde s'organisant à partir d'un principe générateur (en découlent quelques aspects de la pensée atomiste et du matérialisme) ; et, d'autre part, le formalisme, historiquement introduit par l'école pythagoricienne et proposant une vision mathématique d'un Cosmos ordonné par les nombres, où la composante mystique est bien plus explicite puisque le nombre est une sorte d'idée du dieu (l'atomisme découlerait également du pythagorisme, dès lors que le nombre devient une entité corporelle).
Les deux courants portent en eux un attachement très fort à l'expérience. On parle de science « contemplative » pour désigner l'attitude antique des scientifiques grecs. L'astronomie en est l'exemple parfait. Si l'astronomie grecque, à ses débuts, était fortement imprégnée de présupposés philosophiques (géocentrisme, mouvements circulaires uniformes des astres), elle a su s'en écarter progressivement — sans aller toutefois jusqu'à adopter une vision héliocentrique —, à mesure que des observations plus fines venaient contredire ces présupposés. La théorie se devait de « sauver les apparences » (grec ancien σώζειν τὰ φαινόμενα / sṓzein tà phainómena). Au terme de ce cheminement, il apparaît que l'astronome et astrologue Ptolémée considérait la géométrie de son système comme un moyen commode de décrire les trajectoires des astres, comme un modèle, plutôt que comme l'expression d'une réalité matérielle.
Les Grecs sont considérés comme les fondateurs des mathématiques car ils ont inventé ce qui en fait l'essence même : la démonstration. Thalès est parfois considéré comme le premier philosophe qui a eu l'idée de raisonner sur les êtres mathématiques en eux-mêmes, sans plus s'aider de figures empiriques. L'arrivée de la preuve mathématique est certainement liée à l'installation de la démocratie et à la nécessité de démontrer la véracité de son discours, mais c'est avec Euclide qu'elle apparaît comme une composante intrinsèque de la pensée mathématique. On notera aussi que les mathématiques grecques font avant tout de la géométrie et de l'arithmétique ; sur les treize livres des Éléments d'Euclide, qui constituent une somme des connaissances mathématiques du IIIe siècle avant notre ère, neuf sont consacrés à la géométrie et quatre à l'arithmétique.
Il est donc essentiel de comprendre que, pour les Grecs, le calcul ne fait pas partie des mathématiques. C'est l'affaire des comptables — les « logisticiens », suivant le mot grec — et les Grecs sont d'ailleurs de très piètres calculateurs. Le calcul sera avec l'algèbre l'une des grandes avancées des mathématiques arabes.
La liste des savants grecs importants est fort longue. On citera, dans l'ordre chronologique : Thalès, Pythagore, Hippocrate, Aristote, Euclide, Archimède, Aristarque, Ératosthène, Hipparque et Ptolémée — qui doit être considéré comme grec, même s'il vivait à Alexandrie, donc en Égypte, et à l'époque romaine (voir article Liste de mathématiciens de la Grèce antique).
Épicure mérite incontestablement une mention spéciale. Il est surtout connu comme philosophe, mais outre le fait qu'il a jeté les bases de la libre pensée (il ne faut pas craindre les dieux) et de la méthode scientifique fondée sur l'observation à travers les sens, il a œuvré dans de nombreux domaines, et notamment en physique. En particulier, à la suite de Démocrite, il a énoncé une théorie atomique extraordinairement avancée : les atomes sont à la matière ce que les lettres sont aux mots, dira l'épicurien Lucrèce.

### Romains

Le Pont du Gard (Ier siècle de notre ère) est la partie la plus célèbre de l'aqueduc romain qui conduisait l'eau d'Uzès à Nîmes.

Les apports proprement romains sont plus technologiques que scientifiques. Il convient toutefois de mentionner leur architecture, théorisée par Vitruve. On leur doit le développement de la voûte, sans doute empruntée aux Étrusques, qui a permis de remarquables réalisations, par exemple de grandioses aqueducs. Pline l'Ancien nous laissa une compilation intéressante des connaissances de son époque.

### Sciences chinoises
Le philosophe et homme d'État anglais Francis Bacon (1561-1626) considérait que trois grandes inventions avaient changé le monde : la poudre à canon, le compas magnétique et l’imprimerie et, comme le relève l'historien des sciences Joseph Needham (1900-1995) dans La Science chinoise et l’Occident, ces techniques sont toutes héritées de l'empire chinois. Si la science moderne est née dans l'Europe du XVIIe siècle, bon nombre d'inventions et découvertes scientifiques ont été faites en Chine et font aujourd'hui partie de notre quotidien. C’est, par exemple, le cas de la circulation sanguine, attribuée au médecin anglais William Harvey (1578-1657) ; de la première loi de mouvement[réf. nécessaire] redécouverte par Isaac Newton (1643-1727) ; ou de l'imprimerie à caractères mobiles, réinventée par l'allemand Johannes Gutenberg (vers 1400-1468). Parmi les scientifiques les plus importants de la Chine, se trouvent notamment les scientifiques polymathes Zhang Heng (78-139) et Shen Kuo (1031-1095).
Les fruits de près de trente siècles de développements technologique et scientifique chinois ont été transmis de l'Orient à l'Occident via la civilisation islamique. Depuis les années 1960, les travaux de Joseph Needham permettent à l'Occident de mieux connaître l'Histoire de la Chine et son évolution scientifique.

### Sciences indiennes
L'humanité est redevable aux Hindous des chiffres arabo-indiens, dont le zéro, et de l'écriture décimale positionnelle ; autant d'innovations aujourd'hui universellement adoptées. Les principaux mathématiciens hindous furent Aryabhata, qui calcula les quatre premières décimales de Pi, et Brahmagupta, qui travailla sur les séries de nombres et la définition du zéro. Ils développèrent une série de mots pour exprimer les très grands nombres, jusqu'à 10¹². Ils maîtrisèrent les nombres irrationnels et les racines carrées de 2 et 3 avec plusieurs décimales. Ils découvrirent également ce que l'on appelle de nos jours le théorème de Pythagore.
En chimie, ils réalisèrent de remarquables travaux dans la fusion du fer. Ceci leur permit notamment de fondre de grands objets comme le pilier de fer de Delhi, qui mesure plus de sept mètres de haut pour un poids de plus de six tonnes. La particularité de ce pilier est qu'il ne présente aucune altération ou trace de rouille. Il a fallu attendre 2002 et les travaux du professeur R. Balasubramaniam pour en connaître l'origine.
En médecine, ils découvrirent que certaines maladies étaient dues à des changements dans l'environnement (changement de saisons, mauvaise hygiène, etc.), mais ils ne cherchèrent pas à classifier les maladies. Le traité fondamental de la médecine hindoue est l'Ayurveda. Ce dernier expliquait que les maladies sont dues à un déséquilibre et qu'ainsi, pour guérir un malade, il faut remplacer les éléments nuisibles par ceux qui sont harmonieux. Des explications sur diverses opérations chirurgicales sont également présentes.

## Moyen Âge

### Sciences arabo-musulmanes
Au Moyen Âge, les sciences grecques sont préservées, notamment par la traduction en arabe de nombreux livres présents dans la Bibliothèque d'Alexandrie. Ces sciences sont alors enrichies et diffusées par la civilisation arabo-musulmane qui vit alors un âge d'or (notamment avec les savants Al-Khwârizmî, Alhazen, Al-Biruni, Avicenne et Averroès.
On doit notamment à cette civilisation de nombreux travaux en astronomie, en géographie, en optique, en médecine, mais aussi en mathématiques (algèbre, analyse combinatoire et trigonométrie principalement).

### Sciences de l'Europe latine médiévale

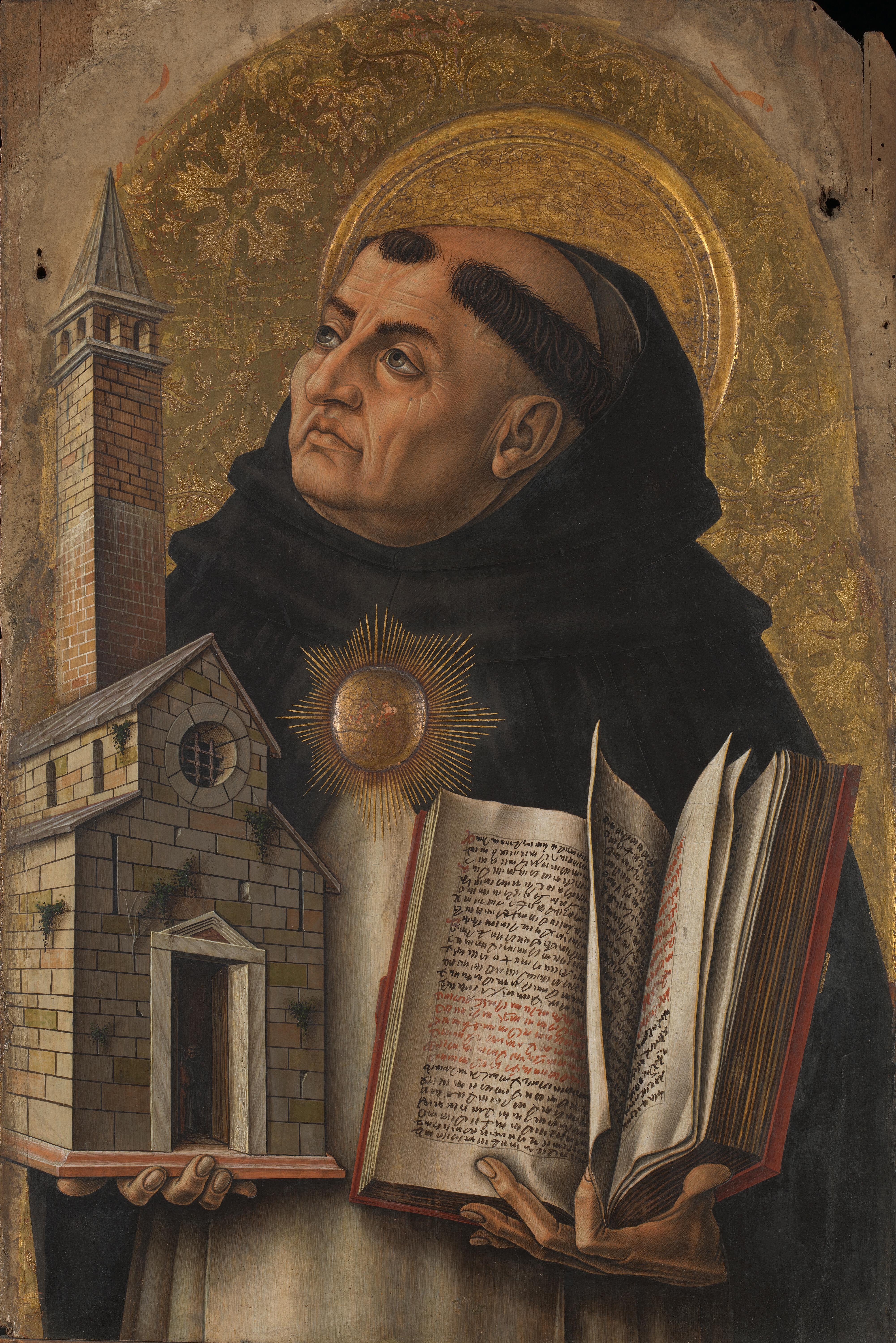
Thomas d'Aquin.

Dans le haut Moyen Âge, en Europe, les sciences se structurent autour des arts libéraux, dont la partie scientifique est constituée par le quadrivium, défini par Boèce au VIe siècle. Bède le Vénérable le reprit (avec le comput), puis Alcuin, principal conseiller de Charlemagne, l'introduisit dans les écoles de l'empire carolingien.
Après les invasions vikings, arabes, et hongroises, l'Occident médiéval (latin) s’approprie ensuite l'héritage grec et arabe.
Vers l'an mille, Gerbert d'Aurillac (qui deviendra le pape Sylvestre II) rapporte d’Espagne l'astrolabe, un nouveau type d'abaque, et peut-être déjà une première fois les chiffres arabes.
Au XIIe siècle, de 1120 à 1190 environ, un travail systématique de traduction des œuvres des scientifiques et philosophes grecs et arabes est effectué à Tolède et dans quatre villes d'Italie (Rome, Pise, Venise, Palerme — voir par exemple Al Idrissi dans cette dernière ville), s'appuyant aussi sur les écrits philosophiques grecs (Platon, Aristote), eux aussi transmis par les Arabo-musulmans. Seuls quelques textes de Platon comme le Timée avaient été conservés dans des traductions latines ou par des citations dans d'autres auteurs.
La diffusion progressive de ces connaissances au XIIe siècle dans tout l'Occident aboutit à leur intégration par Albert le Grand dans les universités alors en création : Bologne, Paris (Sorbonne), Oxford, Salamanque, etc. avec les disciplines du droit. Ceci se lie avec la Renaissance du XIIe siècle.
Au XIIIe siècle, la théologie de Thomas d'Aquin, à l'université de Paris, s’appuie sur les écrits d'Aristote, qui vont longtemps faire autorité en matière de méthode scientifique et philosophique (on ne faisait alors pas vraiment la différence entre ces deux domaines).
Le XIIIe siècle est, selon l'expression de Jacques Le Goff, l'âge d'or de l'encyclopédisme médiéval. Le Liber de proprietatibus rerum de Barthélemy l'Anglais est écrit entre 1230 et 1240. Le Speculum maius de Vincent de Beauvais, écrit de 1246 à 1263, fera autorité jusqu'à la fin du Moyen Âge et même au-delà : il est édité jusqu'en 1624. Il y a également le Liber de Natura Rerum de Thomas de Cantimpré, et le De floribus rerum naturalium d'Arnold de Saxe.
Roger Bacon est un des premiers à critiquer les livres de physique d'Aristote bien qu'il évite de juger sa méthode philosophique.
Au XIVe siècle, Paris est un foyer scientifique actif avec des maîtres comme Albert de Saxe et Nicole Oresme mais la Peste noire de 1347-1351, avec ses rechutes successives, la guerre de Cent Ans et la guerre civile entre Armagnacs et Bourguignons viennent interrompre ce développement.

## Époque moderne

### Renaissance

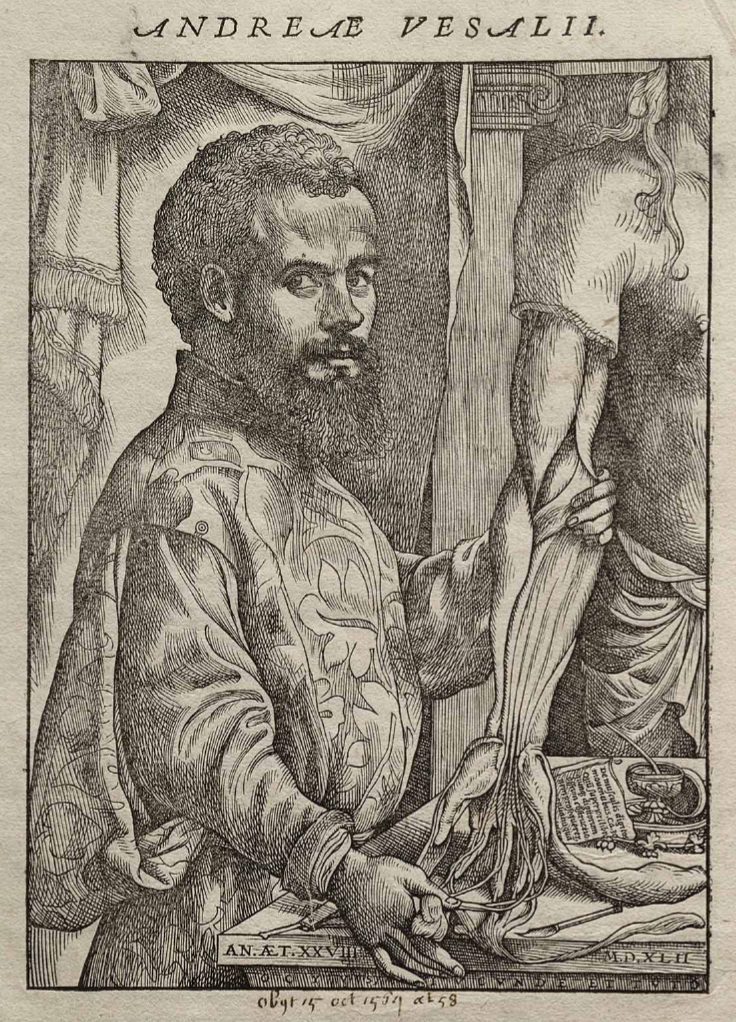
André Vésale.

La Renaissance est un mouvement de l'histoire européenne associé à la remise à l'honneur de la littérature, de la philosophie et des arts de l'Antiquité gréco-romaine. Ce mouvement a pour point de départ l'Italie.
La Renaissance commença beaucoup plus tôt en Italie et en Avignon que dans le reste de l'Europe (ce mot commença seulement à se répandre), et surtout en France, qui resta longtemps affectée par les soubresauts de la guerre de Cent Ans. Dès le XIVe siècle (Trecento), on vit des foyers de Renaissance apparaître à Florence, et d'autres cités-États d'Italie, avant que le mouvement s'étende à presque toute l'Europe au XVIe siècle.
Les raisons de cette Renaissance sont multiples. La diffusion de la connaissance s'améliore : au XIIe siècle, on redécouvre des textes anciens (dont ceux d'Aristote) conservés et enrichis par les Arabes (voir Renaissance du XIIe siècle), puis l'invention du papier est importée de Chine, et un moment important a lieu avec l'invention de l'imprimerie (1453) (également importée et améliorée par Gutenberg). Cette dernière a permis de diffuser en plus grand nombre des livres car une copie sur manuscrit prenait du temps pour sa réalisation, davantage qu'avec l'impression.
Un autre facteur de diffusion des sciences est la publication de traités rédigés ou traduits en langues vernaculaires à la place du latin médiéval. Guy de Chauliac (v. 1300-1368) est un des premiers médecins à publier en français mais l'usage de la langue commune rencontre une forte résistance du corps médical pendant tout le XVIe siècle : approuvée par la faculté de Montpellier, elle est condamnée par celle de Paris.
De nombreux progrès sont apportés en géographie et en cartographie : Pierre d'Ailly et l'Imago mundi de 1410, carte de Fra Mauro en 1457. Ceux-ci bénéficient des progrès techniques autour de la navigation (caravelle) et du positionnement (boussole, sextant, etc.). L'exploration maritime s'étend autour du continent africain (avec notamment les Portugais), puis vers le Nouveau Monde. Cependant, la cartographie de la Renaissance navigue dans des incertitudes continuelles en s'efforçant de concilier les données savantes de la Géographie de Ptolémée et de celle de Strabon avec les observations pratiques des marins, basées sur les trajets parcourus et la boussole ; les rivalités politiques contribuent aussi à déformer les cartes, ainsi entre les Portugais et les Espagnols pour la possession des Moluques.
L'idée de la sphéricité de la Terre était admise du monde savant depuis Aristote qui avait permis sa redécouverte au XIIe siècle. L'astronome Paolo Toscanelli (1387-1482) passe pour avoir inspiré à Christophe Colomb l'idée qu'une traversée de l'océan Atlantique vers l'ouest permettrait d'atteindre l'Asie : cette version est reprise par Bartolomé de las Casas et par Fernand Colomb, fils du navigateur, mais son authenticité est contestée, de même que celle qui fait de Toscanelli l'inspirateur de la circumnavigation de l'Afrique par les Portugais. Le rôle exact des sciences dans les grandes découvertes reste incertain.
Par ailleurs, de nouvelles idées circulent avec l'apport des connaissances byzantines, à la suite du déclin et de l'effondrement final de l'Empire byzantin en 1453, ainsi qu'avec la naissance du protestantisme et de l'hermétisme qui forcèrent l'Église catholique romaine à se remettre en cause, amorçant ce qui sera une séparation de la science et de la religion.
Nicolas Copernic vécut pendant la Renaissance, mais les possibilités de diffusion de l'information n'étaient pas encore telles que ses idées, pas toujours si mal acceptées au départ, puissent être diffusées largement. On ne peut pas parler de révolution copernicienne au sens propre pour la Renaissance (elle fut un peu postérieure).

### XVIIesiècle

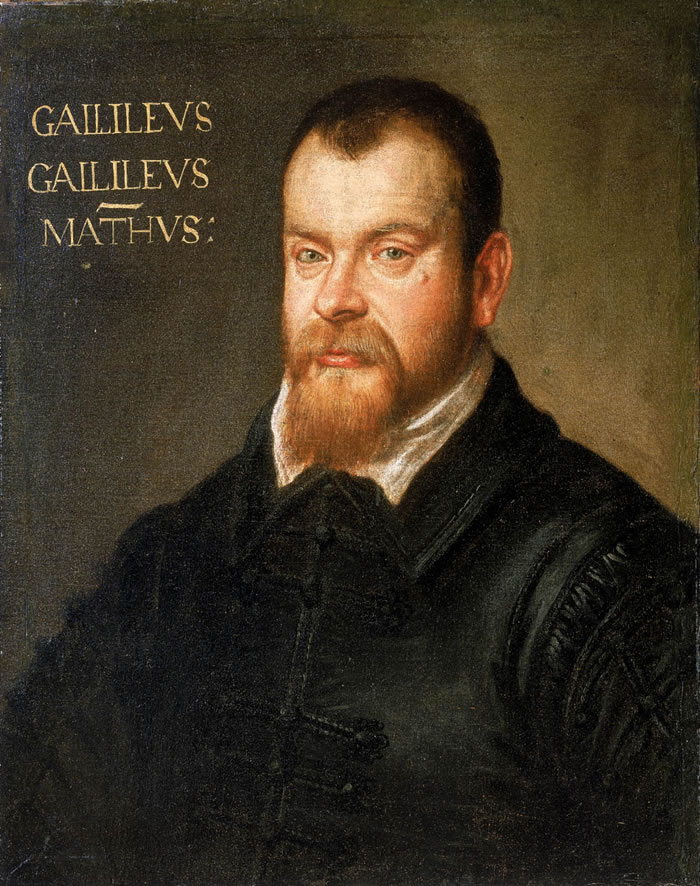
Galileo Galilei.

Depuis l'Antiquité et jusqu'au XVIIIe siècle, la science est indissociable de la philosophie (on nommait d'ailleurs la science, la « philosophie naturelle ») et étroitement contrôlée par les religions. Mais sous la pression du savoir qui s'accumule, elle vient sans cesse heurter les dogmes religieux. Le contrôle de la religion sur les sciences va progressivement diminuer avec l'apparition de l'astronomie et de la physique moderne, faisant des sciences un domaine autonome et indépendant.
La transition entre les sciences médiévales et la Renaissance est souvent confondue avec la révolution copernicienne. Celle-ci correspond plutôt à la transition entre la Renaissance et le siècle des Lumières, car il fallut un certain laps de temps pour que la découverte de l'héliocentrisme soit partagée et acceptée.
Du point de vue scientifique, c'est en effet l'astronomie qui déclenche le changement à cette époque. En est témoin la refondation de l'algèbre accomplie par Viète (1591). Après Nicolas Copernic, qui vécut avant la guerre de Trente Ans (l'année 1543 correspond à la parution de son principal traité, peu de temps avant sa mort), d'autres astronomes reprirent les observations astronomiques : Tycho Brahe, puis Johannes Kepler, qui effectua un travail considérable sur l'observation des planètes du système solaire et énonça les trois lois sur le mouvement des planètes (lois de Kepler).

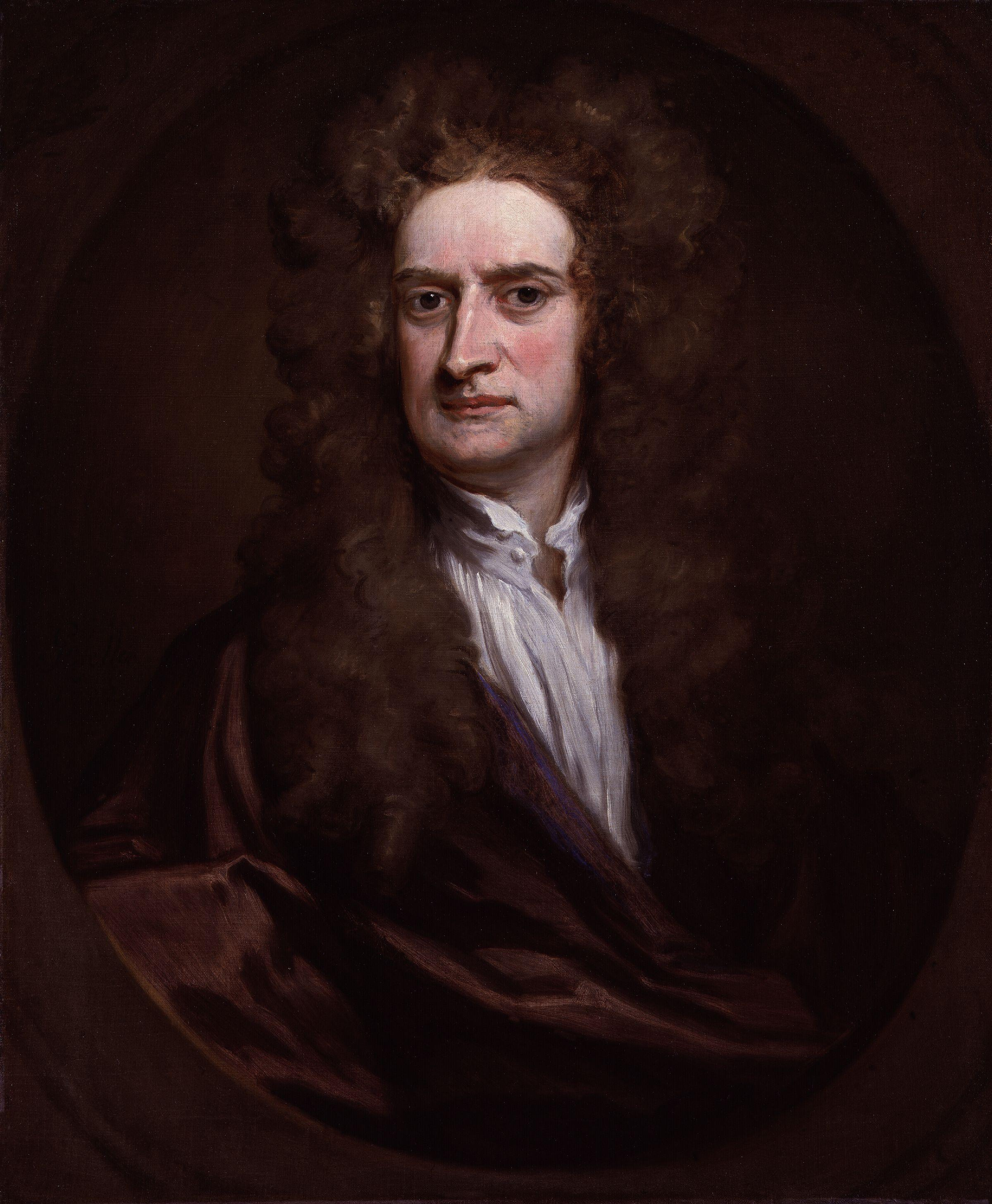
Sir Isaac Newton par Sir Godfrey Kneller.

On parlait depuis quelques décennies de l'héliocentrisme, mais on cherchait à concilier cette théorie avec l'ancienne théorie géocentrique. Cependant, il manquait encore à Johannes Kepler l'instrument pour ce faire : la Lunette astronomique, qui, inventée en Hollande en 1608 à des fins de lunette d'approche simple, et perfectionnée par Galilée en 1609 pour des usages en astronomie, permit à ce dernier de réaliser des observations qui confirmaient une fois de plus que la théorie géocentrique était réfutable. L'apport de Galilée fut aussi très important en sciences (cinématique, observations astronomiques, etc.). Il était moins porté sur la scolastique et considéra que, d'un point de vue épistémologique, il était nécessaire d'expliquer en quoi l'héliocentrisme expliquait mieux le monde que la théorie des anciens (dialogue sur les deux grands systèmes du monde, 1633). Il eut des cas de conscience au sujet de l'interprétation de la Bible (ce qui est indiqué notamment dans une lettre à Christine de Lorraine). Son traité de 1633 lui valut le fameux procès avec les autorités religieuses (juin 1633), qui reçurent mal la théorie, jugée incompatible avec le texte de la Bible. Il fut assigné à résidence. Son ami Urbain VIII commua sa peine en assignation à résidence.

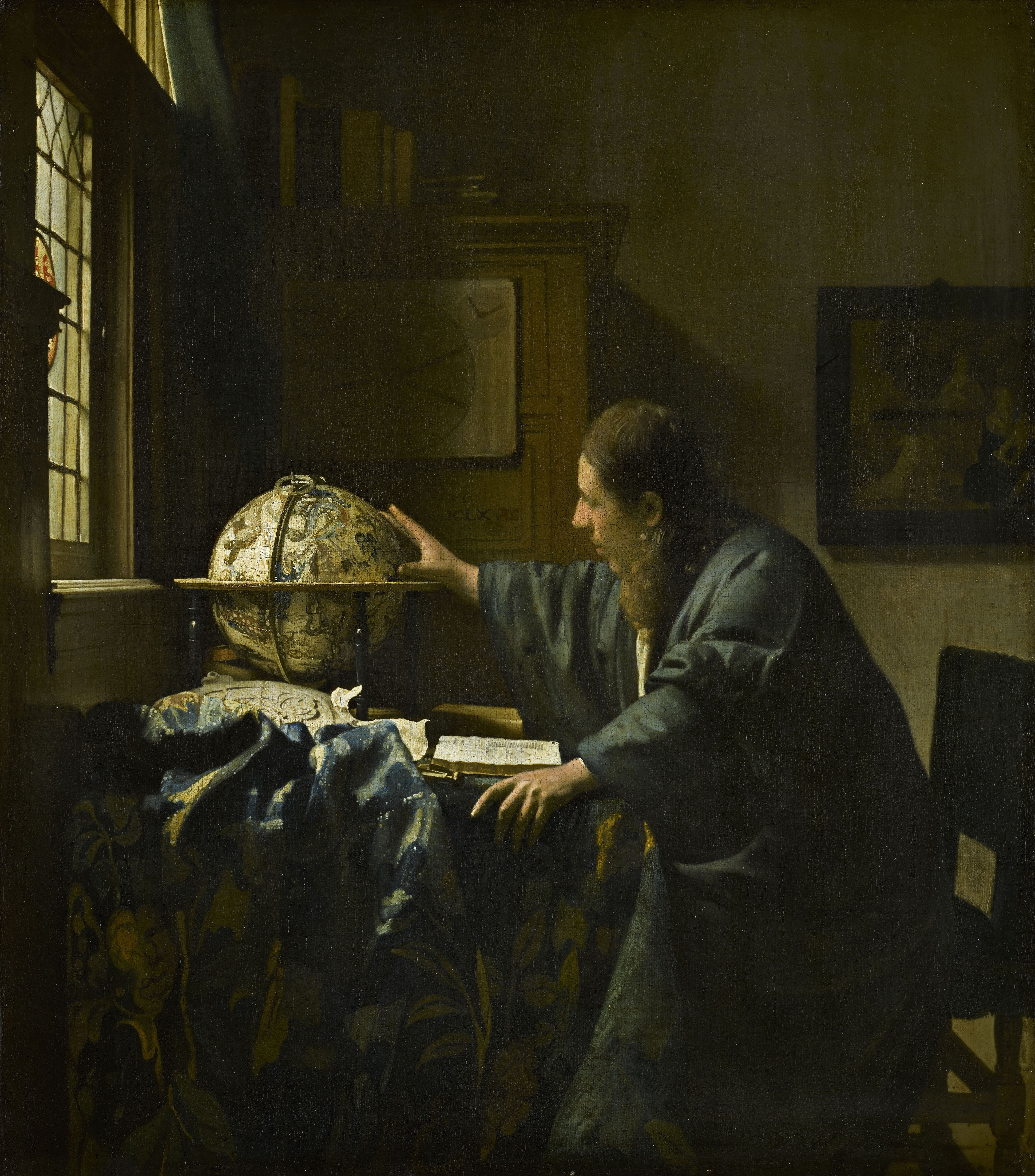
L'Astronome, dit aussi L'Astrologue, de Johannes Vermeer, 1668, Musée du Louvre, Paris.

René Descartes fit d'abord une carrière de scientifique (travaux en analyse, géométrie, optique). Apprenant l'issue du procès de Galilée (novembre 1633), il renonça à publier un traité du monde et de la lumière (1634) et se lança dans la carrière philosophique que l'on connaît (discours de la méthode, 1637), cherchant à définir une méthode permettant d'acquérir une science juste et exacte, son principe de base étant le doute et le cogito. Critiquant la scolastique, il poussa par la suite le doute jusqu'à remettre en cause les fondements mêmes de la philosophie de son époque (Méditations métaphysiques, 1641).

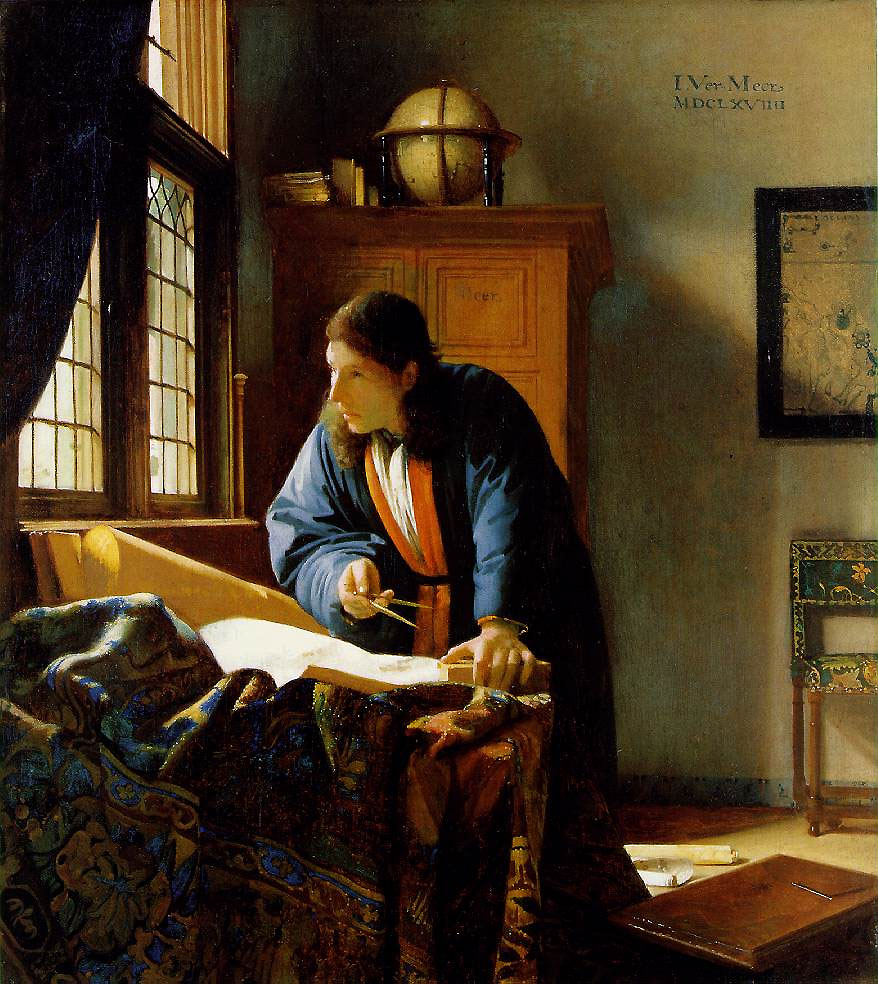
Le Géographe, de Johannes Vermeer, 1669, Städel Museum, Francfort.

L'héliocentrisme, s'étant trouvé confirmé de multiples manières, fut finalement accepté par l'Église catholique romaine (Benoît XIV) en 1714 et 1741, de sorte que les écrits de Galilée furent retirés de l'Index (liste des livres interdits par l'Église catholique).
Blaise Pascal fit des découvertes en mathématiques (probabilités), et en mécanique des fluides (expériences sur l'atmosphère terrestre). Christian Huygens développa une théorie ondulatoire de la lumière, qui, pour avoir subi un siècle d'éclipse, n'en est pas moins géniale. Evangelista Torricelli découvrit le baromètre.
Mais le scientifique le plus important de cette époque est Isaac Newton. Avec Gottfried Wilhelm Leibniz il invente le calcul différentiel et intégral. Avec son Optique, il établit dans cette science une contribution tout à fait significative, et, surtout, il fonde la mécanique sur des bases mathématiques, et établit ainsi de manière chiffrée le bien-fondé des considérations de Copernic et Galilée. Son livre Philosophiæ naturalis principia mathematica a marqué l'évolution de la conception physique que l'homme se fait du monde comme aucun ouvrage avant lui depuis les Éléments d'Euclide, et a été considéré comme le modèle insurpassable de théorie scientifique jusqu'au début du XXe siècle. Le prestige de Newton aura largement dépassé les frontières de la science, puisqu'il a influencé de nombreux philosophes : Voltaire, David Hume et Claude-Henri de Rouvroy de Saint-Simon, entre autres.
Le philosophe Francis Bacon est considéré, avec le physicien et chimiste irlandais Robert Boyle, comme le fondateur de la méthode expérimentale. En outre, Robert Boyle est considéré comme le fondateur de la philosophie de la nature. Quoiqu'empirique, la méthode expérimentale est extrêmement importante pour valider des théories : elle constitue l'un des fondements de la méthode scientifique moderne.

### XVIIIesiècle
Pour ce qui est des sciences, le XVIIIe siècle voit croître les connaissances de manière tout à fait significative. Les domaines issus du XVIIe siècle et de la Révolution Scientifique continuent sur leur lancée, tandis que de nouveaux domaines sont explorés, tels que celui de l'électricité. Cela se traduit par une croissance tout à fait significative des connaissances des grands domaines scientifiques, le renforcement de la place des sciences dans la société par le biais, par exemple, de la diffusion de leur enseignement, l'augmentation du nombre de personnes ayant des activités scientifiques, et une spécialisation un peu plus accrue que précédemment.
Ce n'est qu'au XVIIIe siècle que les travaux de Newton sur l'interaction gravitationnelle commencent à être vraiment diffusés : en France, par exemple, on continuait d'expliquer le mouvement des planètes par la théorie des tourbillons de Descartes, même si un savant tel que Varignon fut acquis à la cause newtonienne très tôt, dès 1700. En effet, sur le continent, le concept d'attraction à distance était perçu comme la résurgence des qualités occultes et, donc, majoritairement rejeté. Les tourbillons furent progressivement écartés à partir des années 1720, et le point de non retour fut franchi avec l'expédition de Maupertuis sur la mesure d'arc de méridien terrestre en 1738, qui permit de conclure à la plus grande véracité de la théorie de Newton par rapport à celle de Descartes. À la même période, Voltaire, véritable propagandiste de Newton, s'impliqua dans le débat et publia deux essais sur Newton : Épître sur Newton (1736), et Éléments de la philosophie de Newton (1738).
La mécanique analytique se développe au long du siècle avec Varignon, D'Alembert, Maupertuis, Lagrange et quelques autres, poursuivant ainsi l’œuvre de Jacques Bernoulli sur l'analyse mathématique (poursuivie par son frère Jean Bernoulli, et Euler), qu'il avait lui-même fondée sur la formalisation de Leibniz du calcul différentiel et intégral. Outre la gravitation, les savants s'intéressent aux systèmes à liaisons, puis appliquent le formalisme aux milieux continus, ce qui permettra à D'Alembert en 1747 de déterminer l'équation des cordes vibrantes, et à Euler en 1755 d'établir les équations générales de l'hydrodynamique, après que Daniel Bernoulli (Hydrodynamica, 1738) et Jean Bernoulli aient apporté d'importantes contributions.
Tandis que D'Alembert publie en 1743 son très remarqué Traité de dynamique, dans lequel il tente de réduire toute la dynamique à la statique, Maupertuis invente le principe de moindre action, et Lagrange, en 1788, va magistralement parachever l'œuvre. C'est véritablement avec ce dernier que la mécanique devient une nouvelle branche de l'analyse mathématique.
À côté de l'avancée de la mécanique analytique, le XVIIIe siècle voit se développer de manière tout à fait significative la physique expérimentale, notamment à partir des années 1730. En France, c'est Nollet qui s'impose comme le pape de cette physique — il s'investit également beaucoup dans les cours publics. En cela il est similaire à Musschenbroek en Hollande, ou Desaguliers en Angleterre. Cette physique expérimentale s'intéresse ainsi à l'électricité. Gray en Angleterre comprend le rôle de ce que Desaguliers appellera après lui « conducteurs » et « isolants ». Dufay, académicien des sciences français, lui rendra d'ailleurs visite, et expérimentera par lui-même ensuite. Il aura ainsi l'idée que l'électricité était composée de deux fluides, l'électricité vitrée et la résineuse, et non d'un seul fluide comme on le pensait. C'est parce qu'on l'envisageait comme un fluide que l'on chercha à l'isoler dans des récipients. C'est ainsi que Musschenbroek inventa, en cherchant autre chose, la bouteille de Leyde. Benjamin Franklin donna une théorie complète de cet appareil, voyant dans la bouteille de Leyde un condensateur. Mais c'est Nollet qui composa le premier système d'ampleur d'explication des phénomènes électriques — ou plutôt électrostatiques pour employer le vocabulaire contemporain. Son système ne survivra pas à la confrontation avec le système de Franklin, notamment après le retentissement de son expérience bien connue avec son cerf-volant, montrant que la foudre est électrique, et bien que cette expérience n'ait que peu de rapports avec son système. À la fin du siècle, les importants travaux de Charles-Augustin Coulomb permettent de donner une mesure de la force électrique, tandis que ceux d'Alessandro Volta permettent de créer les premières piles voltaïques.
La science des machines se développe à partir des résultats séminaux d'Antoine Parent sur les roues hydrauliques au tout début du siècle. Deparcieux, Smeaton, Borda, au milieu du siècle, puis Coulomb à la fin du siècle, apportent leurs contributions.

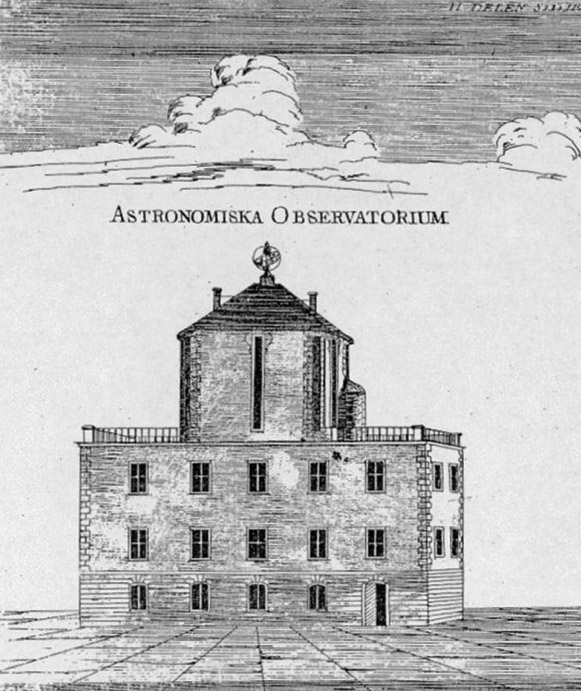
L'observatoire d'Anders Celsius, d'après une gravure de l'époque.

Les théories de la chaleur se développent à la faveur des recherches sur le ressort de l'air initiées à la fin du XVIIe siècle par Boyle en Angleterre, et Mariotte un peu plus tardivement en France. Ainsi, Guillaume Amontons fait d'importants travaux sur les thermomètres dans les toutes premières années du siècle, vite éclipsés par ceux de Fahrenheit et de Réaumur. En 1741, Anders Celsius définit comme extrémités de l'échelle des températures l'ébullition de l'eau (degré 0) et la congélation de l'eau (degré 100), échelle que Linné renverse en 1745. C'est cette échelle qui sera retenue en 1794 par la Convention quand le système métrique sera adopté. Du côté des théories de la chaleur elles-mêmes, on ne conceptualise pas encore la différence entre température et chaleur. Boerhaave au début du siècle, puis Black, et enfin Lavoisier à la fin du siècle, adoptent tous une conception matérielle de la chaleur. Lavoisier nomme ce fluide le « calorique » ; son inexistence sera démontrée au XIXe siècle.
Le XVIIIe siècle voit aussi l'émergence de la chimie, grâce en particulier aux travaux du même Antoine Lavoisier sur la combustion de l'oxygène, qui mettent au jour la notion d'élément chimique, et contribuent à ce que les théories alchimiques tombent en désuétude.
Les sciences de la vie et de la Terre connaissent un grand développement à la suite des voyages en Afrique et dans l'Océan Pacifique : on doit citer parmi les scientifiques de renom de l'époque Georges-Louis Leclerc de Buffon (1707-1788), Carl von Linné (1707-1778), Georges Cuvier (1769-1832), et Jean-Baptiste de Lamarck (1744-1829).

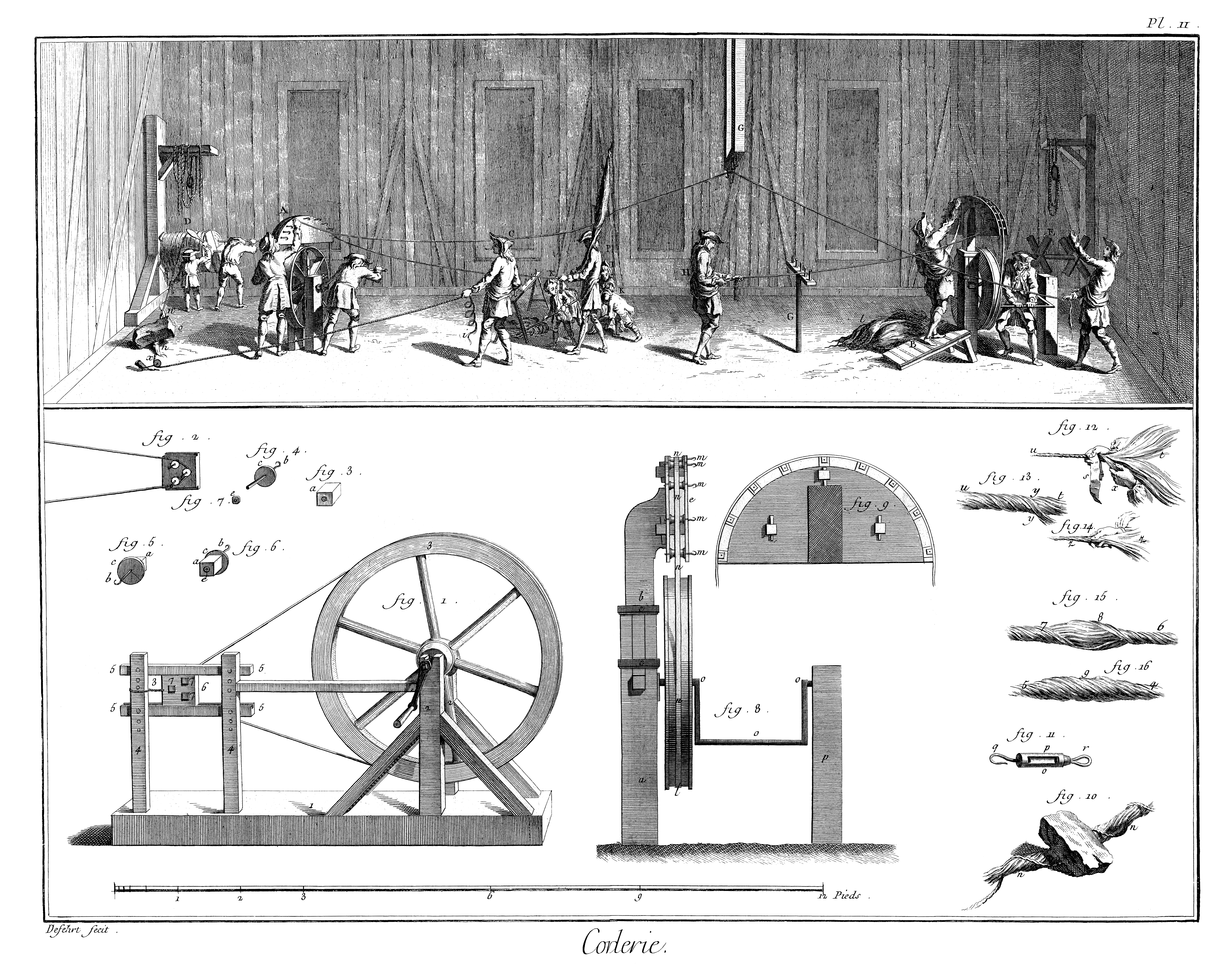
Planches de l'Encyclopédie de Diderot et d'Alembert, tome III.

Le XVIIIe siècle est aussi un siècle d'inventaire des connaissances. L'Encyclopédie ou Dictionnaire raisonné des sciences, des arts et des métiers, œuvre majeure de Denis Diderot et Jean Le Rond d'Alembert publiée entre 1751 et 1772, fut la première encyclopédie d'envergure après les grandes encyclopédies du Moyen Âge. Elle comprenait notamment un ensemble bien structuré et référencé d'articles sur l'astronomie, qui permit de diffuser dans la société le modèle héliocentrique de Copernic, ainsi que la théorie de la gravitation universelle de Newton qui permettait d'expliquer le mouvement des planètes autour du Système solaire selon des trajectoires elliptiques.

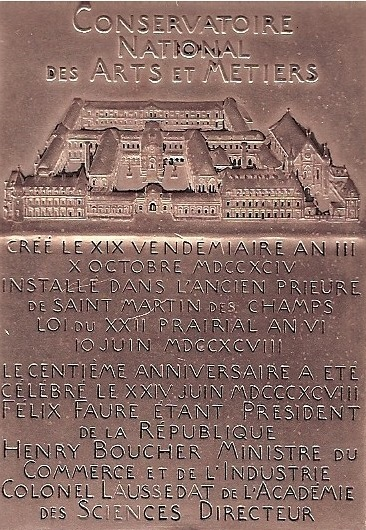
Médaille du Conservatoire national des arts et métiers (Monnaie de Paris).

En 1794, est créé à Paris le Conservatoire national des arts et métiers dont le musée est consacré à l'histoire des sciences et des techniques.
La fin du siècle voit la création du système métrique, sous l'impulsion de Laplace notamment.

## Époque contemporaine

### XIXesiècle
Au XIXe siècle, la science se développe à un rythme encore plus soutenu :
- Les mathématiques se raffinent grâce aux travaux de nombreux savants parmi lesquels Cauchy, Galois, Gauss, et Riemann sont probablement les plus illustres. La géométrie est révolutionnée par l'apparition d'abord de la géométrie projective, puis des géométries non-Euclidiennes qui mettent fin au règne sans partage de la première des théories mathématiques de l'antiquité : la géométrie.
- l'optique de Newton subit une révision radicale avec les travaux d'Young et ceux de Fresnel : on passe de la conception corpusculaire de Newton à une révision de la conception ondulatoire de Huygens.
- l'électricité et le magnétisme sont unifiés au sein de l'électromagnétisme par James Maxwell à la suite de travaux de nombreux physiciens et mathématiciens tels Ampère, Faraday ou encore Gauss ;
- le principe des machines à vapeur, qui est au cœur de la révolution industrielle, est expliqué. Ainsi nait la thermodynamique des réflexions de Sadi Carnot. Elle sera perfectionnée par toute une série de physiciens parmi lesquels on remarque Clausius, Nernst et Boltzmann.
- La chimie prend son envol, et le siècle voit la découverte de la quasi-totalité des éléments chimiques, et leur classement par Mendeleïev, et la création de la chimie organique par de nombreux savants parmi lesquels Wöhler et Kekulé sont peut-être les plus illustres.
- La fin du siècle voit la découverte de phénomènes physiques jusqu'alors inconnus (ondes radios - rayons X - radioactivité) par toute une série de grands savants parmi lesquels on trouvera en particulier Hertz, Röntgen ainsi que Pierre et Marie Curie.

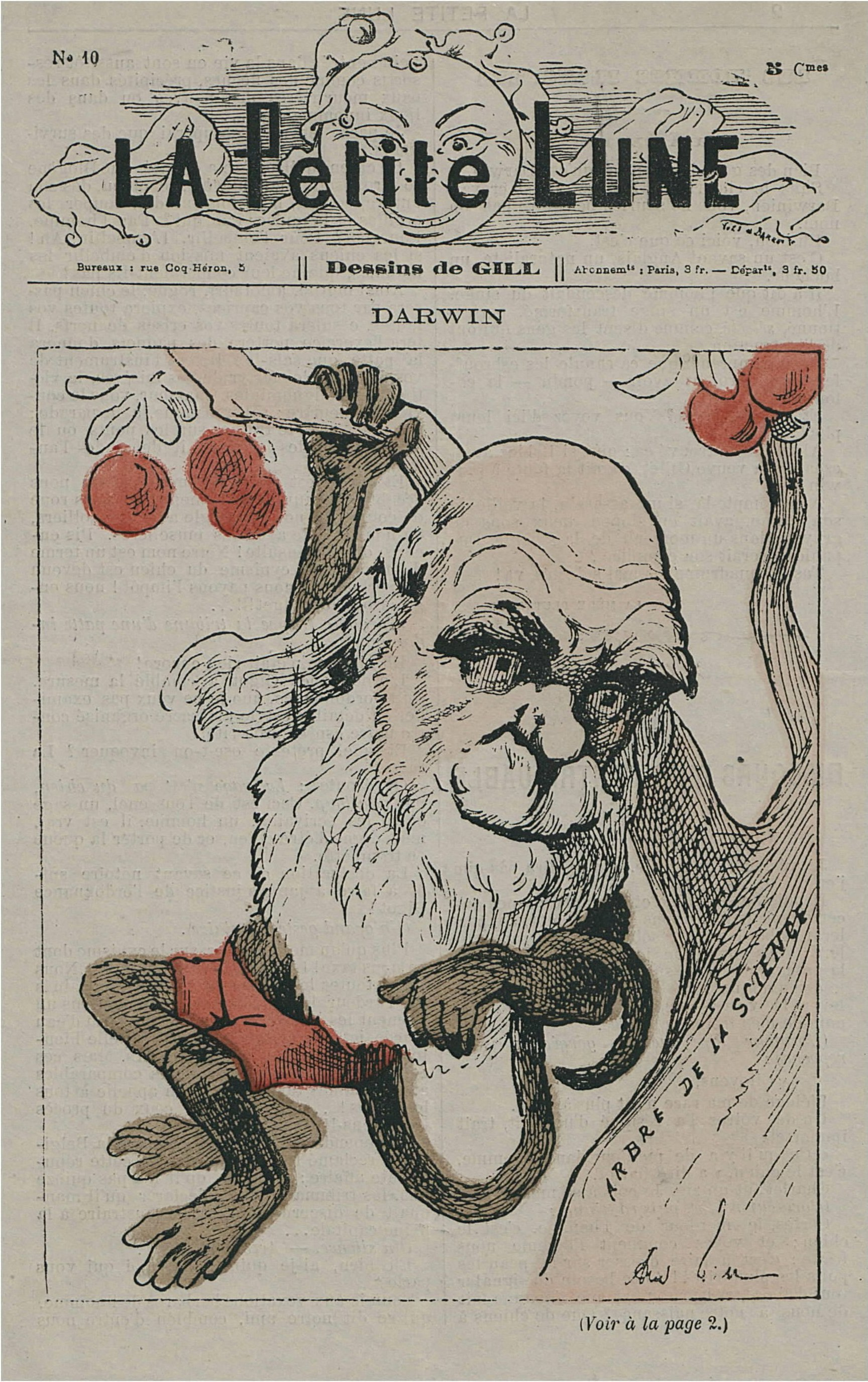
Caricature de Charles Darwin.

La médecine qui avait longtemps stagné progresse avec en particulier la découverte de vaccins par Jenner et Pasteur. On abandonne la théorie de la génération spontanée.
La biologie se constitue comme une science à part entière notamment grâce à Lamarck, qui invente le mot et la chose en 1802, en proposant une théorie des êtres vivants dont découle ensuite une théorie de l'évolution. Des difficultés ressurgissent entre science et religion avec la parution par Charles Darwin de L'Origine des espèces en 1859, mais elles n'auront pas la résonance de l'affaire Galilée. La biologie voit ensuite le développement de la physiologie, notamment grâce à Claude Bernard. L'abandon du vitalisme à la suite de la synthèse de l'urée qui démontre que les composés organiques obéissent aux mêmes lois physico-chimiques que les composés inorganiques. La naissance de la génétique, à la suite des travaux de Gregor Mendel, exposés en 1865 et publiés en 1866, mais dont l'importance ne sera reconnue qu'au tout début du XXe siècle.
Sur un plan purement philosophique, Auguste Comte (qui n'exerça jamais en tant que scientifique), dans sa doctrine positiviste, formule la loi des trois états qui, selon lui, fait passer l'humanité de l'âge théologique (connaissances religieuses), à l'âge métaphysique, puis à l'âge positif (connaissances scientifiques). Dans la deuxième partie de sa carrière philosophique, sa pensée se transforme en une sorte de religiosité.

#### Enseignement
L'enseignement a une part capitale dans le développement important que connaît la science, ainsi que les techniques, à partir de cette époque. Les États qui ont démocratisé l'enseignement, lui ont fourni un contexte et des moyens favorables à la recherche scientifique ont été ainsi à l'avant-garde durant plusieurs années. L'exemple de la France est assez emblématique, qui à la suite de la Révolution fait de la science un des piliers de l'enseignement et où une véritable politique de la science voit le jour avec le développement d'institutions existantes (Collège de France, Muséum national d'histoire naturelle, etc.) ou la création de nouvelles (École polytechnique, Conservatoire national des arts et métiers, etc.). Alors que l'enseignement était principalement donné par l'Église, le développement de l'enseignement pris en charge par l'État servait également à laïciser le pays et accentue de ce fait encore plus la séparation de l'Église et de la science. Cette séparation de l'Église et de l'enseignement sera également présente dans d'autres pays comme au Royaume-Uni, mais quelques décennies plus tard.

#### Professionnalisation
C'est au XIXe siècle que la science se professionnalise véritablement. Les institutions (universités, académies ou encore musées), bien qu'existant auparavant, deviennent les seuls centres scientifiques et marginalisent les apports des amateurs. Les cabinets de curiosités disparaissent au profit des musées et les échanges qui étaient courants entre savants, amateurs et simples curieux deviennent de plus en plus rares.
Pourtant, il reste bien certains domaines où les travaux des amateurs sont importants pour la science. C'est le cas de plusieurs sciences naturelles, comme la botanique, l'ornithologie ou l'entomologie, avec la publication d'articles dans des revues de références dans ces domaines. L'astronomie est également un domaine où les amateurs ont un certain rôle et ont ainsi découvert des comètes comme Hale-Bopp ou encore Hyakutake.

### XXesiècle

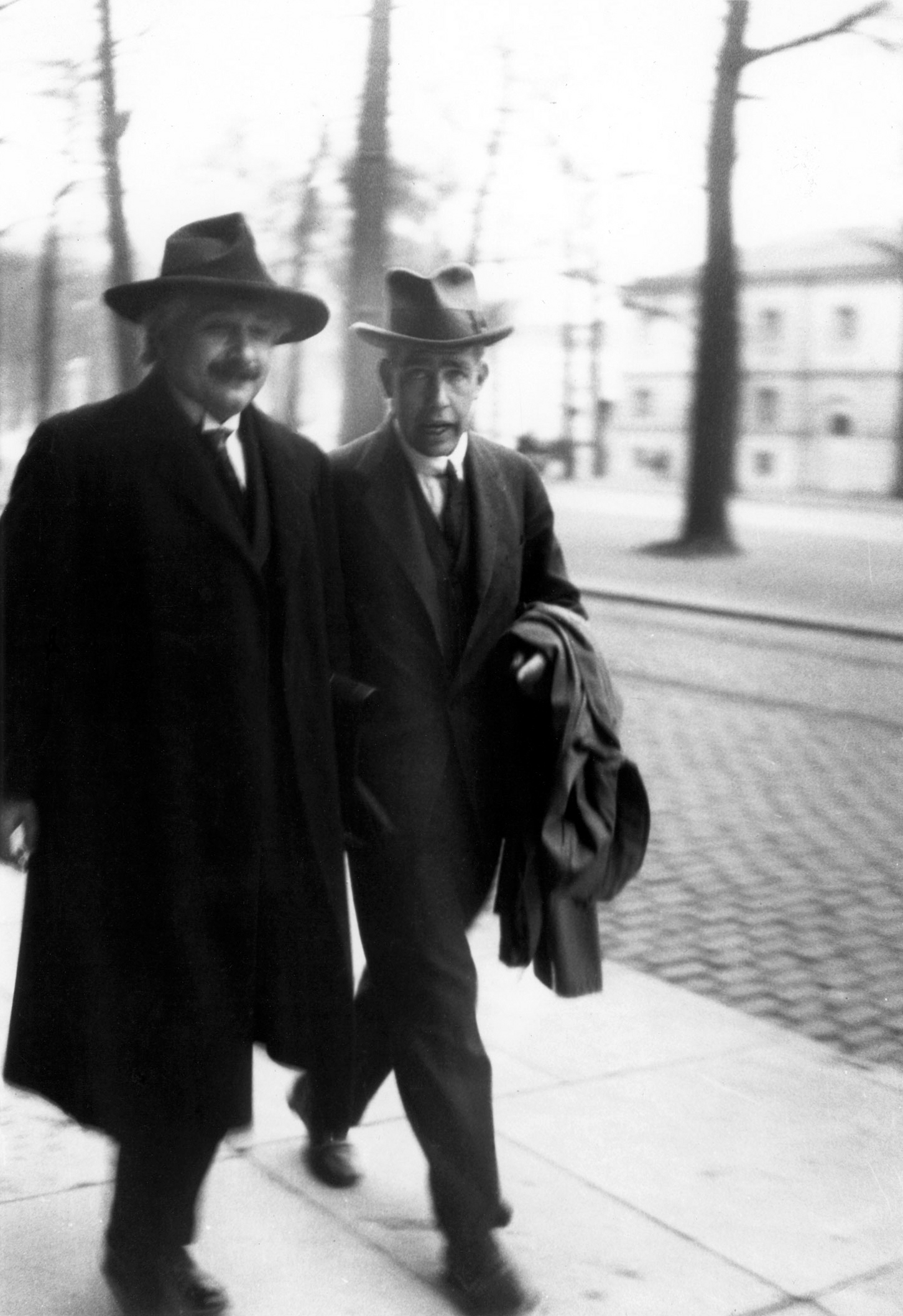
Albert Einstein et Niels Bohr.

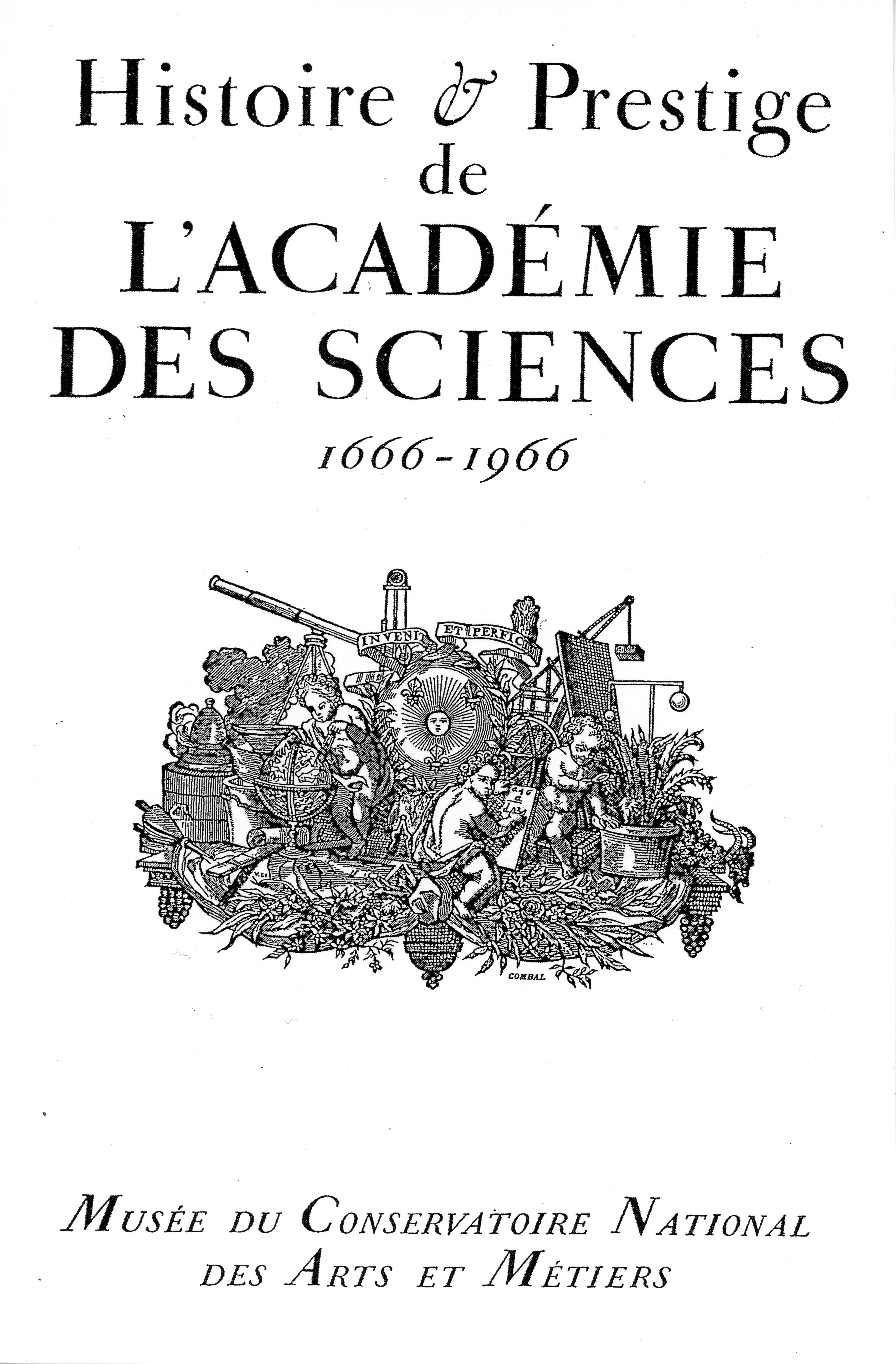
Tricentenaire de l'Académie des sciences en 1966.

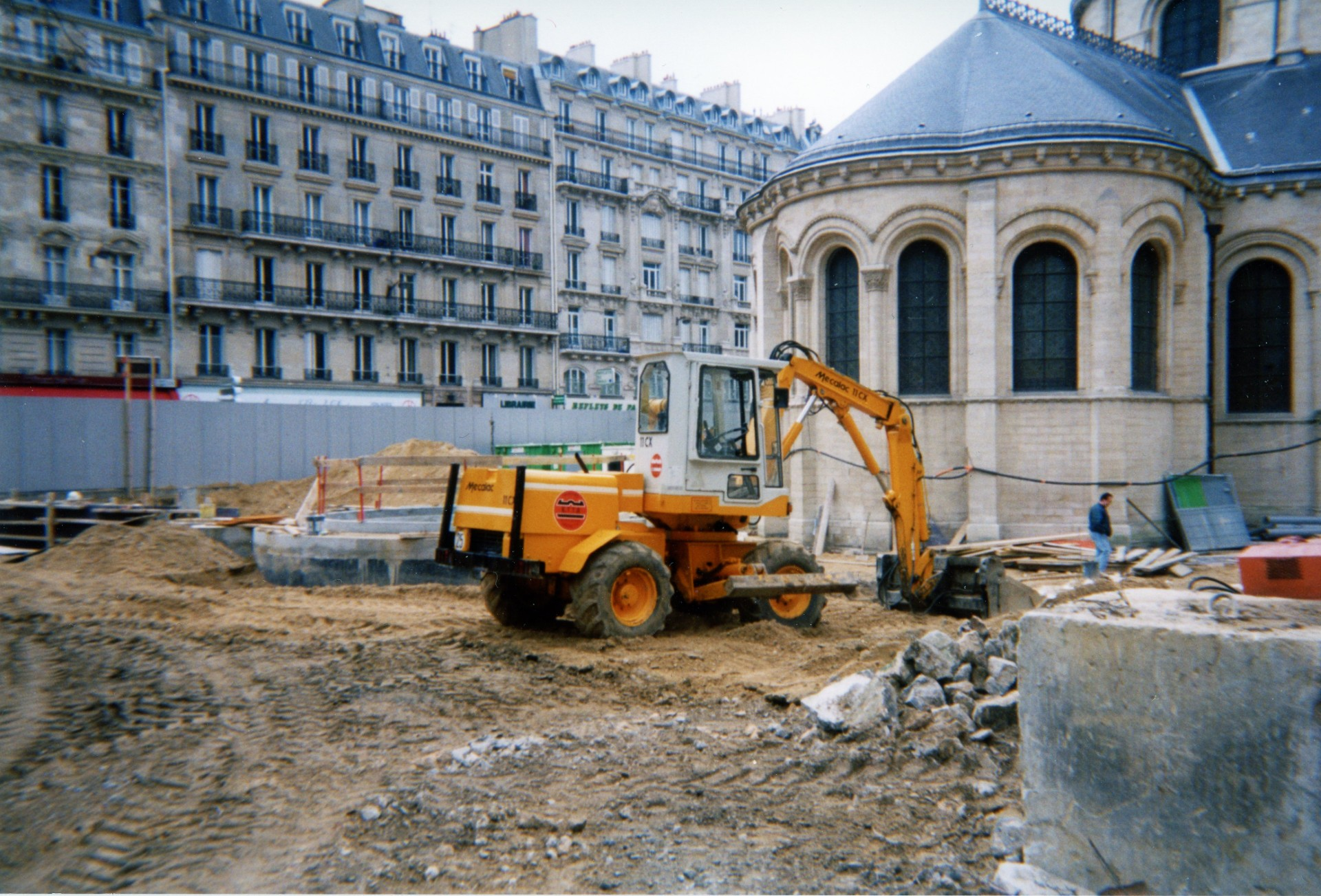
Rénovation du musée du Conservatoire national des arts et métiers consacré à l'histoire des sciences et des techniques.

Tout comme le XIXe siècle, le XXe siècle connaît une accélération importante des découvertes scientifiques. On peut citer plusieurs raisons à cela, dont l'amélioration de la précision des instruments, notamment grâce à l'application de certaines découvertes. Une autre raison en est la mondialisation des échanges, entraînant ainsi une mise en commun (autant intellectuelle que financière) des efforts scientifiques. La science devient ainsi de moins en moins une affaire d'homme seul et de plus en plus un travail d'équipe. De plus, le développement rapide de l'informatique à partir des années 1950 (aux États-Unis), avec un décalage en Europe dû à la reconstruction (années 1960) en est une raison supplémentaire. Ces technologies permettent un meilleur traitement d'une masse d'informations toujours plus importante.
De par le manque de recul, il est difficile de voir la science au XXe siècle de manière historique. Il est donc délicat de déterminer les découvertes charnières, mais on peut tout de même noter plusieurs théories et découvertes d'importance.
La physique a connu de grandes avancées au XXe siècle, notamment avec la physique atomique et la découverte de la structure du noyau atomique. La théorie de la relativité restreinte définie par Albert Einstein permet de poser les bases de la physique des objets aux très grandes vitesses. Son élargissement propose une théorie de la gravitation et permet des tentatives de cosmologie. La physique quantique, quant à elle, décrit les propriétés du monde à l'échelle atomique ; elles paraissent substantiellement différentes de celles du monde à notre échelle. Un des principaux objectifs de la physique actuellement est l'élaboration d'une théorie unifiant les quatre interactions fondamentales, qui permettrait d'expliquer, au sein d'une même théorie, le monde de l'infiniment grand et celui de l'infiniment petit.
Tout ce qui touche à la biologie a également connu de spectaculaires avancées au cours de ce siècle. Une meilleure compréhension du cycle de vie des cellules, le rôle des gènes et des autres éléments de base de la vie, ont permis de grandes avancées, et ouvert des perspectives totalement nouvelles. La découverte de la structure en forme de double hélice de l'ADN en est un des exemples les plus célèbres.
Les sciences de la vie et de la Terre ont connu au cours du siècle (en fait depuis le XIXe siècle) un développement important, en raison de l'attention portée aux phénomènes naturels, avec notamment le rôle joué par René Dubos.
L'astronomie a elle aussi connu de grandes avancées, grâce notamment aux nouvelles découvertes en physique fondamentale, et à une nouvelle révolution dans les instruments d'observation : les radiotélescopes construits dans les années 1950-1960 ont permis d'élargir le spectre des rayonnements électromagnétiques observables, l'informatique traitant les grandes masses de données. Cela a abouti à de nouvelles théories cosmologiques, la théorie de l'expansion de l'Univers étant actuellement généralement retenue dans la communauté scientifique. Les développements astronautiques ont également contribué à envoyer dans l'espace de véritables laboratoires d'observations et d'expériences — ainsi que les premiers humains dans l'espace.

#### Interactions et spécialisations
Plus les sciences avancent dans la compréhension du monde qui nous entoure, plus elles ont tendance à se « nourrir » les unes des autres. C'est ainsi que, par exemple, la biologie fait appel à la chimie et à la physique, tandis que cette dernière utilise l'astronomie pour confirmer ou infirmer ses théories, entraînant au passage une meilleure compréhension de l'Univers. Et les mathématiques, un corps scientifique plus ou moins à part, deviennent la « langue » commune de bien des branches de la science contemporaine.
La somme des connaissances devient telle qu'il est impossible pour un scientifique de connaître parfaitement plusieurs branches de la science. C'est ainsi que les gens de science se spécialisent de plus en plus et que, pour contrebalancer cela, le travail en équipe devient la norme. Cette complexification rend la science de plus en plus abstraite pour ceux qui ne participent pas aux découvertes scientifiques. Comme le souligne René Taton, ces derniers ne la vivent qu'à travers le progrès technique, occasionnant ainsi un désintéressement vis-à-vis de certaines branches de la science qui ne fournissent pas d'application concrète à court terme.

#### Épistémologie
Le XXe siècle a connu plusieurs philosophes (comme Bertrand Russell ou encore Jules Vuillemin) et scientifiques qui ont voulu définir avec précision ce qu'est la science et comment elle évolue. C'est ainsi qu'est née l'épistémologie.
On peut notamment citer deux philosophes des sciences qui ont marqué de leur empreinte ce domaine. Le premier est Karl Popper, qui a notamment déclaré que pour qu'une théorie soit scientifique, il faut qu'elle soit réfutable par l'expérience. Mais il a également précisé que la démarche inductive, qui est la base de la validation d'une théorie scientifique, ne garantit en rien la véracité d'une théorie. Elle ne la confirme que dans le cadre de l'expérience. Ainsi, plus le nombre d'expériences validant une théorie dans différents cas est important, plus le niveau de confiance en cette théorie est élevé, mais jamais ultime. Le second est Thomas Kuhn, qui a expliqué que l'évolution de la science est ponctuée de longues périodes calmes (appelées « science normale »), où une théorie communément admise par la communauté scientifique a établi des paradigmes fondateurs qui ne peuvent être contredit sans effectuer une révolution. Ces révolutions scientifiques apparaissent lorsque les observations contredisent trop systématiquement les paradigmes en vigueur. Thomas Kuhn a notamment pris l'exemple dans son livre La Structure des révolutions scientifiques du passage de la mécanique newtonienne à celle de la relativité générale. Cependant, l'histoire récente de la physique, tiraillée entre deux théories incompatibles entre elles (relativité générale et mécanique quantique), montre qu'un tel éclatement est parfaitement compatible avec un progrès de plus en plus rapide des connaissances scientifiques. Le domaine de validité est crucial et démontre qu'une « ancienne » théorie n'est pas fausse à partir du moment où elle a pu prédire correctement certains événements. Ainsi par exemple on ne fera pas appel à la relativité si les vitesses caractéristiques du problème posé sont petites devant la vitesse de la lumière, ni à la mécanique quantique pour traiter des objets de grandes dimensions par rapport à l'échelle atomique.

#### Institutions en France

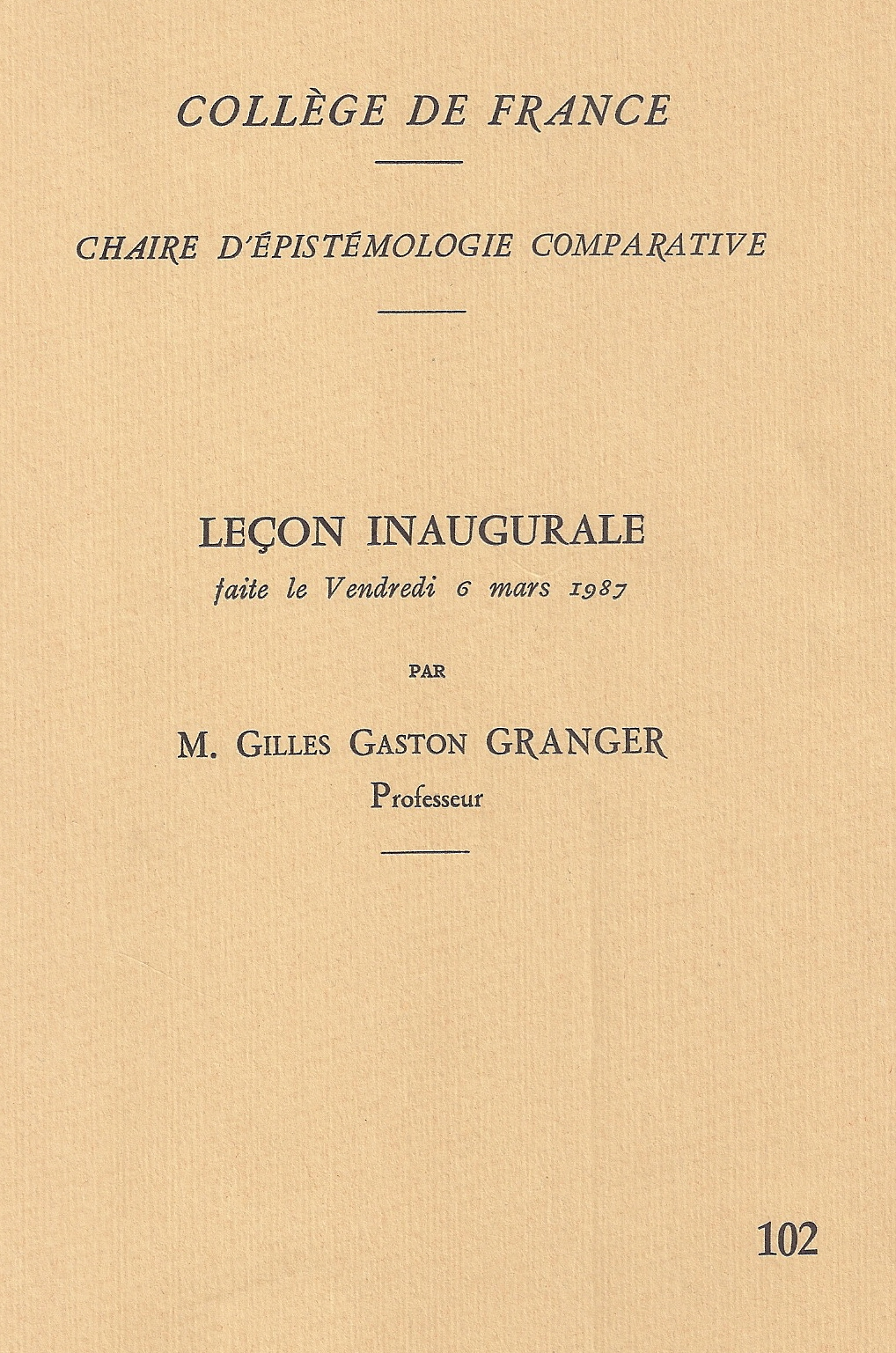
Chaire Épistémologie comparative du Collège de France

En France, l'épistémologie a le statut institutionnel d'une discipline à part, distincte de la philosophie et de l'histoire : elle constitue ainsi la section 72 du CNU. Elle y occupe plusieurs dizaines de laboratoires, dont notamment l'IHPST, le Centre de recherche en épistémologie appliquée, REHSEIS, le Centre François Viete, les Archives Henri Poincaré, le Centre Georges Canguilhem, l'Institut Jean-Nicod, le Centre Gilles Gaston Granger, l'IRIST, l'unité Savoirs et Textes, le GRS (Groupe de recherche sur les savoirs), qui regroupent des centaines de chercheurs, le CREA (Centre de recherche en épistémologie appliquée), le CEP (Centre d'épistémologie et de physique) ou le Centre de recherches Alexandre-Koyré. Elle intéresse plus d'une vingtaine d'écoles doctorales et des sociétés savantes comme la Société de philosophie des sciences (dépendant de l'ENS Ulm) ou la SFHST ou des listes de diffusion comme Theuth. En 1987, une chaire d'Épistémologie comparative est créée au Collège de France pour Gilles Gaston Granger.

### XXIesiècle
La première décennie du XXIe siècle se caractérise par les progrès fulgurants des sciences numériques et biologiques. Les champs d'applications se multiplient : ordinateur quantique à suprématie quantique calculant en 200 s ce qui prendrait 2,5 milliards d'années classiquement[réf. nécessaire] ; modifications rapides faciles des gènes ; épigénétique ; médicaments génétiques ; vaccins à ARN, OGM ; et s'étendront probablement dans toutes les sphères de la science et avec des technologies de plus en plus sophistiquées.
Selon le journaliste Chris Anderson, l’essor du « Big Data » remet en question la méthode scientifique elle-même.